# Acquaviva (famiglia)
La famiglia Acquaviva (dal 1481 Acquaviva d'Aragona) è stata una famiglia nobile italiana, una delle sette grandi casate del Regno di Napoli.
Tra i loro titoli si annoverano gli antichi titoli di duchi d' Atri e conti di San Flaviano (di Giulia dal 1481); si aggiunsero in seguito anche quelli di conti di Conversano, conti e poi duchi di Nardò, per un ramo, e conti e poi principi di Caserta per l'altro. I principi di Caserta furono investiti anche del titolo di Marchesi di Bellante.
Le prime investiture feudali ricevute dagli Acquaviva, tra XII e XIII secolo, riguardano parti di feudi sparsi nel territorio compreso tra i fiumi Aso, a Nord, e Pescara, a Sud.  La famiglia Acquaviva era già divisa in vari rami concentrati prevalentemente nella parte settentrionale dell'Abruzzo; nel 1195 è documentato un Rinaldo di Acquaviva, atriano e feudatario di varie terre nella regione teramana. Gli storici municipali abruzzesi hanno sostenuto che le origini della famiglia, precedentemente a tale data, andassero cercate nella loro regione. A queste ipotesi se ne affiancano altre che assegnano alla famiglia origini nell'area del ducato di Spoleto longobardo, tra l'Umbria e la parte meridionale delle Marche. Ma il Ducato di Spoleto terminava nel suo confine meridionale sul fiume Pescara, per questo è probabile che, seppur valida la teoria delle origini longobarde nel Ducato di Spoleto, questa possa integrarsi con le origini abruzzesi, in particolare altre teorie che indicano alcuni toponimi da cui la famiglia avrebbe preso il nome, una località Acquaviva,  frazione di Atri, un'altra nella Valle Siciliana, nel territorio di Isola, ed un'altra frazione con lo stesso nome nel territorio di Sant'Omero.
Nei decenni successivi la famiglia stabilisce importanti rapporti con i re angioini: nel 1284 Riccardo di Acquaviva fu giustiziere di Terra d'Otranto al servizio di Carlo I d'Angiò, e nel 1393 Antonio di Acquaviva, che fu il primo a portare, per concessione di Carlo III di Durazzo, i titoli di conte di San Flaviano e di Montorio, comprò dal re Ladislao le città di Atri, con il titolo di duca, e di Teramo. In breve la famiglia assunse un rilievo di primo piano nel Regno di Napoli, fino ad essere annoverata (assieme ai Sanseverino, ai D'Aquino, ai Ruffo, ai Del Balzo, ai Molise e ai Celano) tra le "Serenissime Sette Grandi Case del Regno", e ad ottenere dal re di Napoli Ferrante il privilegio del 30 aprile 1479, con il quale Giulio Antonio Acquaviva poté aggiungere il nome d'Aragona al proprio cognome ed inquartare il proprio stemma con i colori dei Trastámara.
Da due figli di Giulio Antonio nascono, all'inizio del sec. XVI, diversi rami familiari. Da Andrea Matteo, dopo una successione complessa a causa delle posizioni filofrancesi sue e di alcuni dei suoi eredi, hanno origine i rami dei duchi d'Atri e conti di Conversano (uniti fino al 1592, poi divisi in due diverse linee fino all'estinzione del ramo ducale nel 1760) e dei principi di Caserta, estintisi nei Caetani di Sermoneta nel 1659. Da Andrea Matteo deriva anche un terzo ramo, quello del suo primogenito Giovan Francesco, marchese di Bitonto, i cui discendenti non sarebbero mai più rientrati in Italia dall'esilio francese cui furono costretti nel 1528. Da Belisario, invece, avranno origine i duchi di Nardò (dal 1636 riuniti per matrimonio con i conti di Conversano).
La famiglia risulta estinta dal 14 maggio 2011, data della morte di Fiorella, ultima discendente a portare il nome Acquaviva.

## Storia

### Dalle origini ad Antonio Acquaviva
Gli Acquaviva, prima di diventare duchi di Atri, erano sparsi in vari castelli nella piana del Vomano (si ricorda un primo castello degli Acquaviva nei pressi di Campli, che corrisponderebbe a contrada Castelnuovo), comparendo in scena durante il regno di Federico II. Avevano in possesso Sant'Omero, Ripattoni, Morro, Ofena e Canzano. Tra i primi componenti che appaiono negli atti ci sono Berardo e suo figlio Gualtieri Acquaviva, che si sposò con Isabella contessa di Bellante. Nel 1316 grazie a re Roberto d'Angiò, divenne giustiziere Cicco Acquaviva, che collaborò con il milite Matteo da Canzano, aumentando il prestigio di questa famiglia. Due rami della famiglia, più avanti, si spartirono il controllo della Contea d'Aprutio: i genitori del vescovo Rainaldo e quelli di Matteo, che grazie a Scipione Ammirati divennero "duchi di Atri" e "conti di San Valentino in Abruzzo". Grazie poi a Federico III di Sicilia, Corrado, fratello del vescovo di Teramo, acquisì numerosi castelli, tra cui Civitella del Tronto nel 1300. Nel 1303 comprò Cantalupo, nel 1309 Notaresco, poi nel 1315 Canzano.

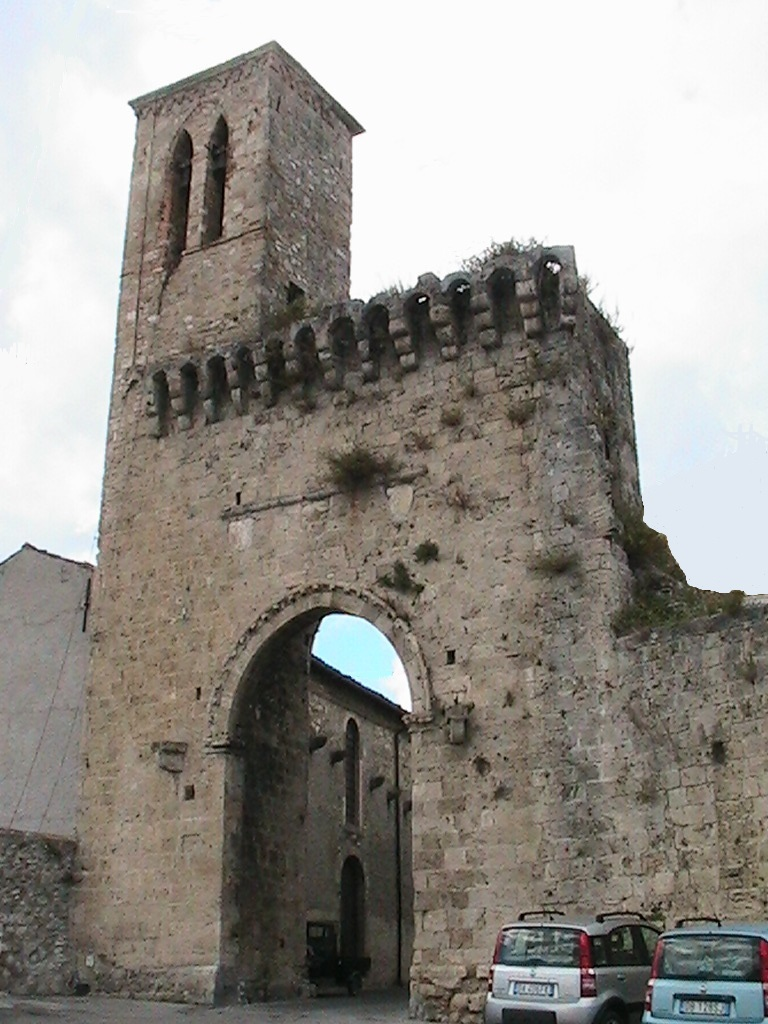
Porta Orientale, Castelnuovo di Campli (TE)

Nel 1381 fu incoronato re Carlo III di Durazzo, il quale promosse immediatamente il suo servitore militare Antonio Acquaviva come giustiziere d'Abruzzo, promuovendo poi a contea il castello di San Flaviano. L'Acquaviva si vendicò di Teramo confiscandogli il territorio di Montorio, autoproclamandosi conte, come testimonia un diploma del 1393 di Re Ladislao di Durazzo, anche se in seguito Montorio divenne ufficialmente della famiglia Camponeschi. Amelio III di Agaldo, altro barone delle terre teramane, di Nereto, Montorio Marina e Colonnella, fu spogliato di tutti i beni da Carlo ed esiliato. Al momento della partenza di Carlo per l'Ungheria, il comando di Teramo fu affidato a Margherita sua vicaria. Alla morte quasi subitanea di Carlo in guerra, il trono sarebbe di lì a poco passato a Ladislao, poiché Margherita non seppe governare il regno con mano sicura.

### Da Antonio ad Andrea Matteo e Giosia
Con l'ascesa al trono di Carlo III, di provenienza ungara, a Teramo si cerarono due opposte fazioni: gli angioini e i durazziani. La lotta civile scoppiò anche a Teramo, capeggiata da Errico di Roberto Melatino e Antonello di Giovanni Della Valle, fratello del vescovo. Il secondo, seguendo il Muzii scacciò nel 1388 il Melatino con la famiglia. Nell'anno 1388 a Campli era capitano Andrillo Mormile, vice-reggente d'Abruzzo a causa della giovane età di Ladislao, che alloggiava nella casa detta "di Santa Margherita". A causa di un incidente la casa prese fuoco, e venne saccheggiata dai cittadini, facendo fuggire Andrillo, che si appellò a Margherita; a causa di questo incidente, le complicazione per Campli si ingrandirono quando il suo feudo Civitella del Tronto fece lega con Ascoli, arrogandosi il diritto di cittadinanza.
Entrato in maggiore età Ladislao, e riconosciuto sovrano di Napoli, Errico Melatino esule offrì i suoi servigi ad Antonio Acquaviva, nella speranza di potersi vendicare contro Antonello, cedendogli inoltre il governo dell'Università di Teramo. Sempre dai Dialoghi di Muzii (III), si apprende che il Conte Acquaviva in compagnia di Errico, il 22 novembre 1390 marciò su Teramo, trovando le porte aperte, senza che nessuno opponesse resistenza, poiché le guardia erano state corrotte.
Antonello accolse Antonio nella sua casa patrizia, ma a tradimento venne ucciso a pugnalate. Morto, il suo corpo fu gettato dalla finestra in mezzo alla strada, svestito, sicché un cittadino che aveva subito angherie da lui in passato, riconoscendolo, gli troncò la testa, la innalzò su una picca, e la portò per le strade della città. Il cadavere infine fu gettato in un fosso sotto Santo Spirito. Il palazzo Della Valle fu distrutto, e vi venne creato un macello di legno dove,m per dileggio, almeno fino all'epoca del Muzii (metà '500), i macellai in ricordo della mattanza del tiranno, ingaggiarono combattimenti con le interiora degli animali.
Il 6 maggio 1393 Antonio Acquaviva decise di piantare definitivamente le radici, comprando dal Gran Connestabile Conte Alberico Di Balbiano le città di Teramo e Atri per 35.000 ducati. Vengono ridefiniti i confini di Teramo, ossia con le università di Campli, Bellante, Castelvecchio, Mosciano, Forcella, Basciano, Terra Morricana, Fornarolo. Antonio Acquaviva, grato del servigio di Errico Melatino, lo fece Capitano di Campli; nel 1395 Andrea Matteo Acquaviva, figlio di Antonio, tentò come il padre di cogliere la palla al balzo di una controversia di guelfi e ghibellini ad Ascoli, per poterla prendere con un colpo di mano. Nel frattempo dopo la morte violenta di Antonello Della Valle, il vescovo di Teramo suo fratello morì di crepacuore il 22 febbraio 1396 e gli succedette Corrado Melatino, che fu insieme a Errico in ottimi rapporti con l'Acquaviva, e con il papa Bonifacio. Alla morte del pontefice, salì al soglio papa Innocenzo VII di Sulmona, che prese in considerazione la causa di Ascoli, infeudandola al Duca di Atri, per tentar di salvare delle città del centro Italia, minacciate da Ladislao di Durazzo. L'Acquaviva ottenne da Ladislao vari riconoscimenti, e nell'assedio di Taranto contro Maria vedova di Raimondo Orsini, comandò personalmente l'esercito, ma rimase ferito. Tornando a Teramo, fu ucciso il 17 febbraio dai confederati Melatini. Il racconto di Brunetti racconta di un tal Roberto Melatino, che aveva i figli Errico, Cola e Gentile. La morte del Duca d'Atri sarebbe stata segnata dal fatto che costui, andando a caccia con i giovani, mise in groppa al suo cavallo la moglie di uno dei tre fratelli, suscitando l'ira del marito, e dando inizio al piano di morte. Dopo che il duca, tra giusti timori, venne ucciso sul letto, sua moglie Vittoria che era gravida, fu uccisa anche lei, insieme a un testimone, nei pressi di Morro.

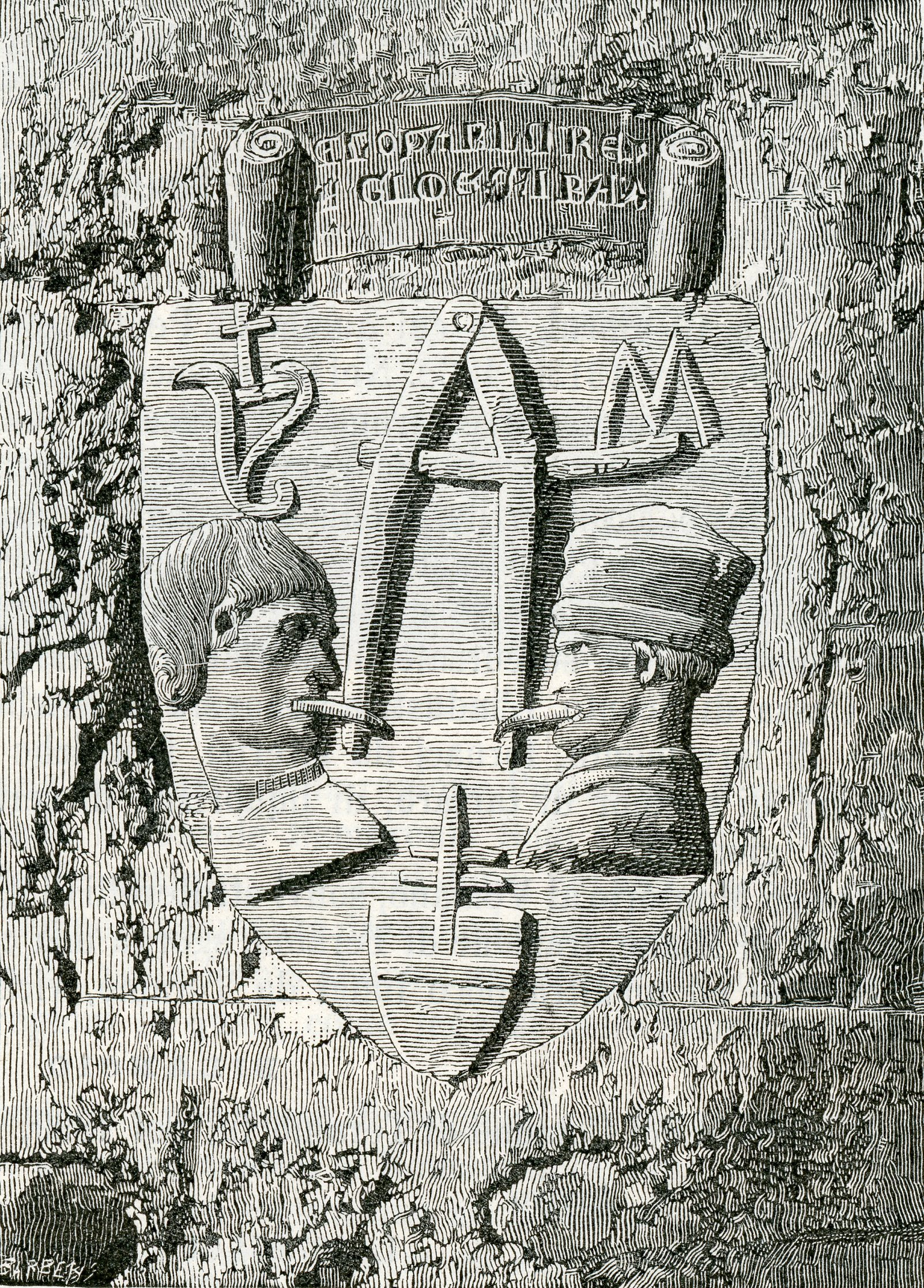
Incisione della cosiddetta Lapide delle Malelingue di Teramo, realizzata, secondo lo storico Muzii, in ricordo di quando Giosia Acquaviva fece trucidare il capo della fazione dei Melatini, Angelo di Colacrollo

Errico aveva già preso accordi con il sovrano Ladislao riguardo alla morte di Andrea Matteo, affinché il casato non fosse perseguito dopo l'omicidio. Per oltre un anno la morte del Duca rimase invendicata, ma alla fine i figli orfani di padre entrarono a Teramo, sorpresero i Melatino nella loro casa, stando alle testimonianze dello storico Bucciarelli. E dopo essersi portati cadaveri nei pressi di Morro, dove era stato compiuto il delitto di donna Vittoria, li squartarono e mozzarono le teste.
Questa mattanza servì inoltre a far ribollire gli animi dei Della Valle e dei signori di Campli contro i Melatino. Cominciò così, il 12 marzo 1408 di caccia all'uomo via per via all'interno della città, molti membri dei Melatino vennero uccisi, e risparmiati in alcuni casi, a testimonianza del Muzii, solo i bambini. I Camplesi, resisi conto di una possibile sanguinosa punizione di Ladislao, giunsero a Roma con ambasciatori, raggiungendo il papa Gregorio XII e l'antipapa Benedetto XIII nel pieno delle loro dispute, chiedendo indulti e perdoni, che ottennero, poiché riuscirono a sfruttare a loro favore i cavilli di giustificazione del delitto per lesa maestà.

### Alfonso d'Aragona e Giosia Acquaviva
Mentre re Ladislao trasmetteva la reggenza alla sorella Giovanna II di Napoli, a Teramo veniva nominato vescovo Stefano di Carrara (1411), riconosciuto nel 1418 anche da papa Martino V. Alla morte di Ladislao, gli esuli teramani rientrarono a frotte nella città, pronti di nuovo a darsi battaglia, che iniziarono immediatamente. Sulle prime erano in vantaggio gli "Antonelli" dei Della Valle, ricacciando nel 1415 dalla città i Melatino. L'università di Campli s'ingraziò Giovanna II con il marito Giacomo di Borbone, ottenendo diversi privilegi. Anche gli Acquaviva parteciparono alla spartizione dei feudi durante il periodo torbido di transizione del potere da Ladislao a Giovanna: Pietro Bonifacio Acquaviva lasciò le cure del figlio Antonio Matteo al fratello Giosia, che sarà il quarto duca di Atri.
Intanto Giacomo di Borbone per riportare l'equilibrio nella piana del Vomano-Tordino, spedì il luogotenente Londino, che strinse accordi coi Melatino per riconquistare Teramo. La vendetta dei Melatino fu tremenda contro gli Antonelli, vennero distrutte le case, bruciate le terre, uccisi i famigliari, catturati altri tradotti nella Civitella; rimase prigioniero anche un tal Marino di Bellante, che riuscendo a farsi liberare, comunicò a Giovanna II il deplorevole stato in cui versava Teramo, nell'anarchia totale, con molte case bruciate e distrutte. Giovanna concesse il perdono dei delitti commessi, con l'eccezione di quelli dei figli di Errico Melatino; la cittadinanza inoltre si sarebbe impegnata a pagare delle tasse per riparare i danni.

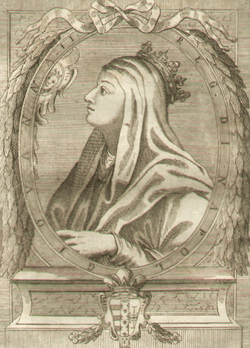
Giovanna II di Napoli

Con la sconfitta definitiva di Braccio ad Aquila nel 1424, i Melatini rientrarono a Teramo, scacciando gli Antonelliani. Lo fecero ingraziandosi il duca Giosia Acquaviva, zio e tutore del giovane Andrea Matteo II, che entrò a Teramo il 10 giugno dell'anno. Giosia, come l'avo precedente, intese mettere radici a Teramo, si fece accordare tutti i benefici e i riconoscimenti dalla regina Giovanna, e si fece proclamare signore di Teramo, della Cittadella e di Civitella, che aveva comprato nel 1393. Il governo di Giosia fu tranquillo e prospero, dato che amministrò con calcolatore peso economico tutti i suoi feudi, e mantenne buoni rapporti con Giovanna, tanto che nel 1425 per tre anni la regina esentò Teramo dal pagamento delle tasse.
Nel 1429 divenne vescovo Giacomo Cerretani, dopo che il predecessore Stefano era morto prematuramente, mal sopportando il governo dell'Acquaviva. Durante il suo pastorato, avvenne un ennesimo fatto di sangue tra Melatini e Antonelli, poiché il capo della prima fazione Angelo di Cola intendeva debellare per sempre l'odiato nemico, andando contro i piani di Giosia, che desiderava garantire l'equilibrio. La miccia fu accesa da un incontro di Giosia con gli Antonelliani, mal interpretata da Angelo, che lo venne a scoprire, il quale minacciò Giosia di farlo cadere dal governo. Tuttavia Giosia venne a sapere della congiura dei Melatini, che si erano riuniti a San Flaviano, li arrestò, e 13 di essi furono impiccati lungo la strada di Teramo, presso la chiesa di Santa Maria dell'Arco.

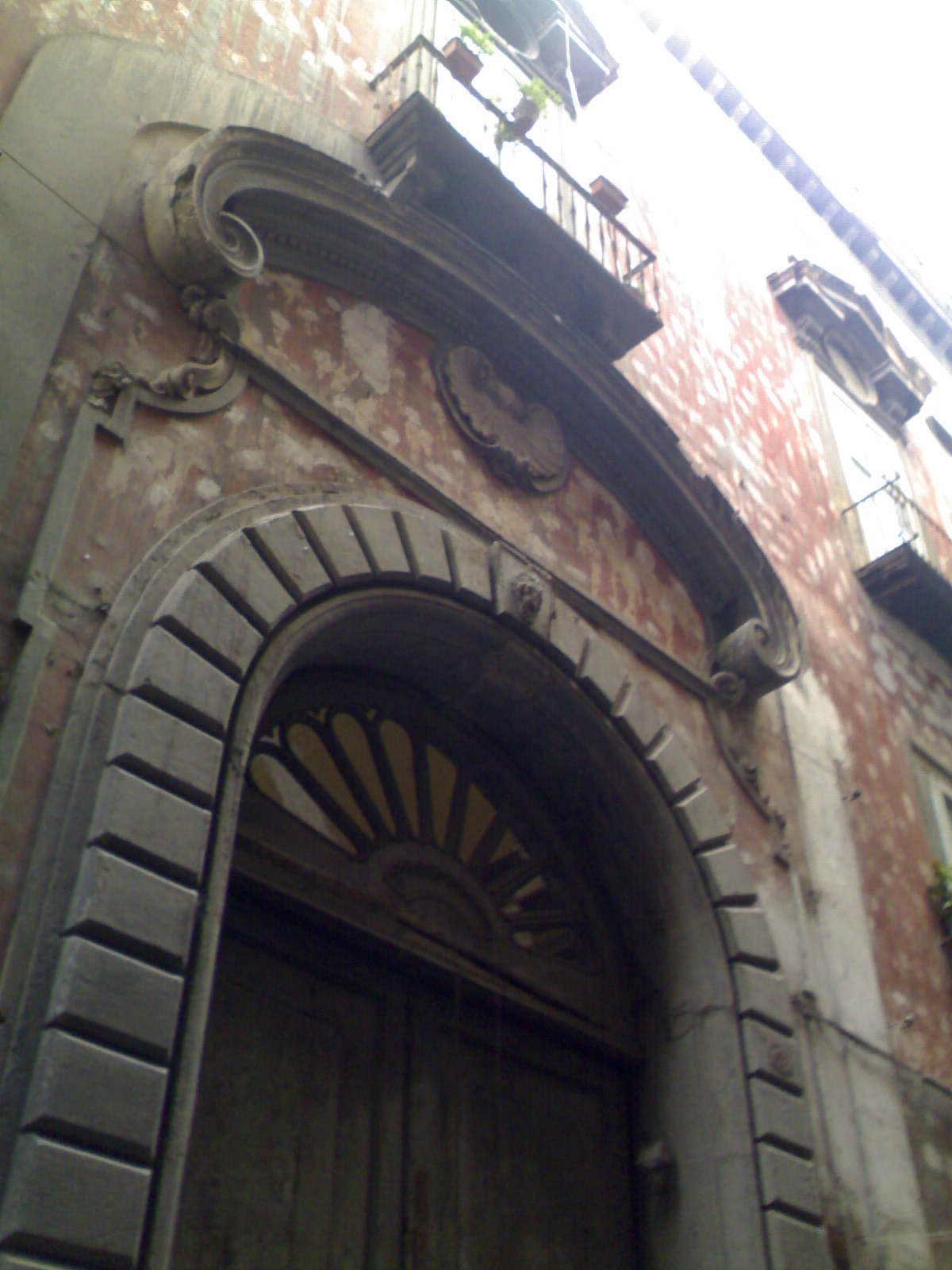
Palazzo d'Atri, Napoli

Da quel momento la lotta tra le due case per molti anni cessò, e da una diceria messa in bocca agli stessi Melatini, ormai ridotti all'osso da congiure, assassini e condanne, costoro vennero a chiamarsi gli "Spennati", mentre gli Antonelliani i "Mazzaclocchi", per via dei grossi bastoni che sovente usavano nei periodi di lotte fratricide. Nel 1440, con l'ascesa al trono di Alfonso I d'Aragona, la signoria di Teramo passò a Francesco Sforza. In questo periodo scoppiò anche la guerra di Ascoli, poiché il duca di Milano Filippo Maria era geloso di lui, e ingaggiò l'esercito di Giosia Acquaviva perché nel 1437 assediasse la città. Francesco Sforza tuttavia l'anno seguente, sotto le grazie di Alfonso, che segretamente di Renato d'Angiò, entrò a Teramo, conquistando tutti i beni degli Acquaviva, e fece rimuovere gli stemmi nobiliari dalla facciata della Cattedrale.
Nel 1443 avvenne il definitivo assoggettamento del Regno di Napoli ad Alfonso d'Aragona. I Teramani Mazzaclocchi, istigati da Giosia Acquaviva, si recarono da lui supplicandolo di rimettere il governo della città al signore di Atri, ma il re rifiutò dicendo che voleva conservare Teramo nel regio demanio. Giosia e Francesco Sforza cercarono di far cadere il governo voluto da Alfonso, che mise a capo Giovanni Antonio Orsini, instaurando un regime d'anarchia militare, ma persero contro le truppe reali. Teramo alla fine resistette per 6 mesi all'assedio alfonsino, e venne presa per fame.

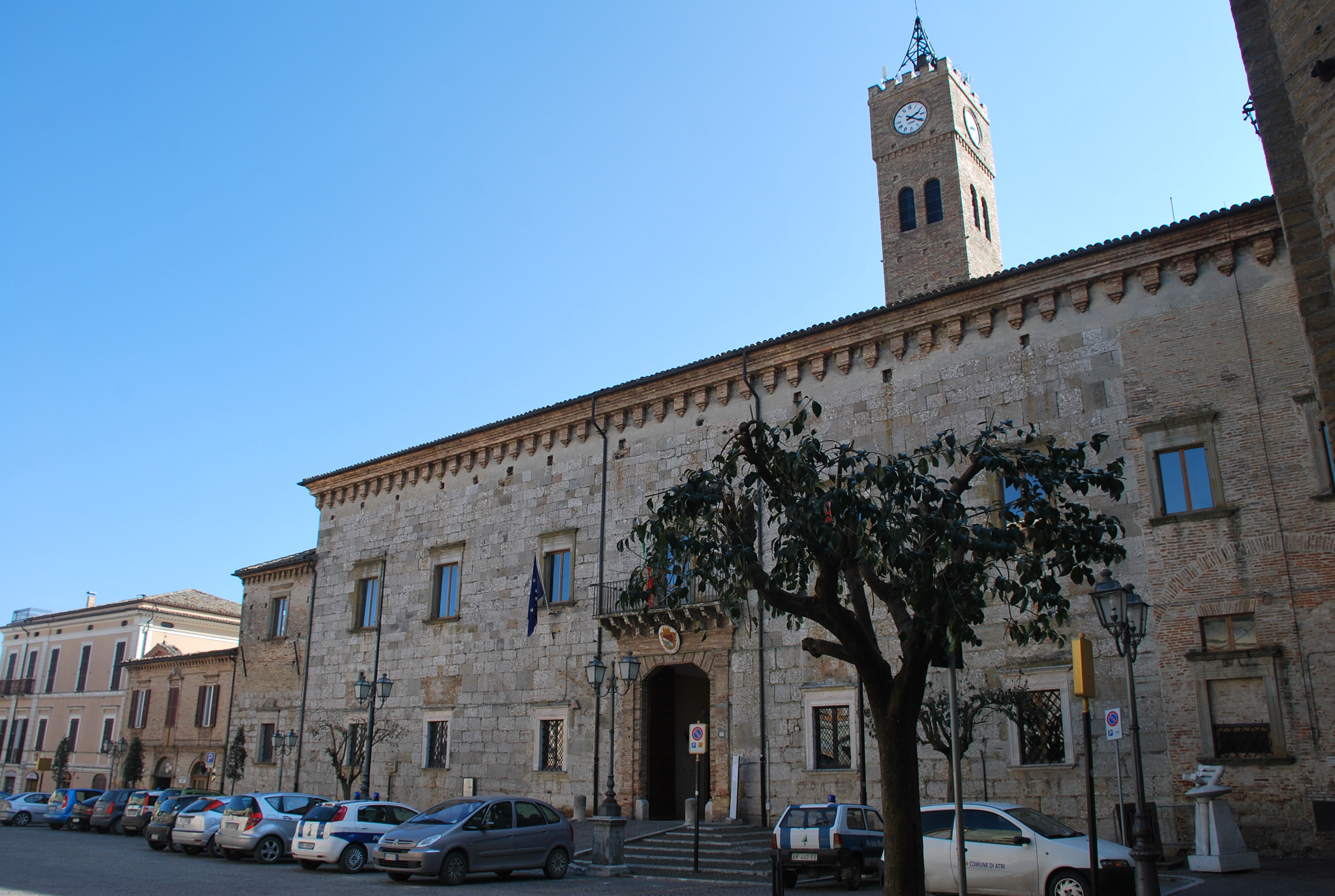
Palazzo ducale Acquaviva ad Atri, sede comunale

Arresasi, Teramo non venne punita come temeva accadesse, e con un diploma del 1445, Alfonso accordò il perdono. Nel 1445 si incrinarono nuovamente i rapporti tra Francesco e Filippo Maria Sforza, e contro il primo si mobilità la coalizione di Alfonso e Papa Eugenio. Il sovrano decise di debellare l'antica Marca normanna che teneva in controllo i territori del Tronto, e fece erigere una nuova grande fortezza sul colle di Civitella. La fortezza non servì soltanto come un valido punto di controllo del regno, nella parte più a settentrione al confine con lo Stato della Chiesa, ma scongiurò per molti anni la minaccia di disordini da parte dei Mazzaclocchi, che avevano conquistato vari feudi nella zona. Alfonso tenne a cuore le sorti di Teramo, vedendola come una città dalle grandi possibilità militari ed economiche, e nel 1448 esentò dal pagamento dei dazi i mercanti che viaggiavano nel regno.

### La congiura di Giosia e la guerra civile
Nella notte tra il 4 e il 5 dicembre 1456 un terremoto molto forte scosse gli Abruzzi e parte del Regno di Napoli, tanto che città come Aquila e Sulmona subirono gravi danni, e così anche Teramo, dove caddero case e morirono 200 persone. Alla morte di Alfonso nel 1458, si riaccese in Giosia Acquaviva la bramosia di riprendersi Teramo con l'aiuto dei Mazzaclocchi. Sulla strada per Penne, Giosia fece trucidare il luogotenente alfonsino Raniero, mentre a Teramo venivano eletti 12 magistrati affinché continuassero ad amministrare la regia demanialità e i privilegi concessi da Alfonso. Tre deputati successivamente furono inviati dal nuove re Ferrante I d'Aragona, che confermò i privilegi. Al giuramenti di tutti i principi e baroni del Regno, si astenne Giovanni Antonio Orsini Principe di Taranto, che si alleò con Giosia Acquaviva, facendo sposare sua figlia con il duca Giuliantonio Acquaviva, con dote delle città di Conversano, Barletta, Bitonto. Nacque così una querela tra il sovrano e l'Orsini, aizzato dall'Acquaviva, che voleva a tutti i costi riprendere il dominio su Teramo. E naturalmente da ciò, scaturirono di nuovo i tumulti tra gli ex Melatino e gli Antonelli (Spennati e Mazzaclocchi).
I teramani di partito angioini si fortificarono nella rocca di Fornarolo insieme agli Acquaviva. La rocca subì un assedio prontamente respinto, sicché rimpatriati in città alcuni dei Mazzaclocchi, costoro elessero come ambasciatore Marco di Cappella, il quale si recò dal Principe di Taranto, e ricordandogli le promesse fatte agli Acquaviva, pretese che la città di Teramo fosse concessa a Giuliantonio.

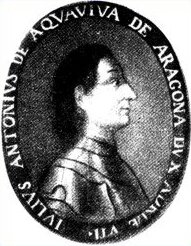
Giuliantonio Acquaviva d'Aragona, fondatore della città "Giulia Nova" sopra San Flaviano

Il Palma annota che gli Spennati abbandonarono volontariamente Teramo per non subire rappresaglie, e uno di essi trovandosi presso la chiesa di San Pietro ad Azzano, scrisse sul muro che le città di Teramo, Atri, Silvi, nel maggio 1459 erano caduta all'Acquaviva per le pretese del Principe di Taranto su Ferrante I. Il 17 maggio la cerimonia di giuramento alla presenza del viceré di Ferrante: Matteo di Capua, fu celebrata nella chiesa di San Matteo dentro le mura, nel quale Giosia veniva riconosciuto signore di Teramo, in attesa della maturità di Giuliantonio. Gli equilibri furono turbati dalla ribellione dell'Aquila, sotto il governo di Pietro Lalle Camponeschi, di partito angioino, seguace del Principe di Taranto, che fece issare le bandiere di Renato d'Angiò, inducendo alla ribellione varie altre città degli Abruzzi, mentre il Principe scatenava tumulti nella Puglia. Ferrante I mandò l'esercito, mentre il Camponeschi spediva alle porte di Teramo Giacomo Piccinino, che discese da San Benedetto del Tronto lungo la via Flaminia. Il Piccinino, alleato naturalmente di Giosia Acquaviva, di partito filo-angioino, raggiunse San Flaviano, e da lì conquistò le città di Loreto, Penne e Città Sant'Angelo, raggiungendo Chieti per aspettare le truppe di Giulio da Camerino.
Ferrante, grazie alle truppe di papa Pio II, e del Duca Francesco di Milano, comandate da Buoso Sforza, riuscì da nord a togliere i possedimenti a Giosia, iniziando da Castel San Flaviano. La battaglia tra Buoso e il Piccinino fu cruenta, gli eserciti ricacciati al di là del Tordino. Costui tentò un attacco a sorpresa la notte, guadando il fiume, ma il giorno seguente fu respinto dall'accampamento, mentre i campi si popolavano di centinaia di cadaveri. Ritiratosi lo Sforza a Grottammare, il Piccinino ridiscese sotto la Pescara, saccheggiando Chieti, e vari altri feudi. Nella riconciliazione del 1461 di Ferrante con Roberto Sanseverino, indusse il Principe di Taranto a richiamare l'esercito di Matteo di Capua e del Piccinini, evitando altre sciagure nel territorio abruzzese; intanto anche all'Aquila gli animi si calmarono con la tregua siglata da Lalle Camponeschi col Conte di Urbino, capitano generale della coalizione aragonese.

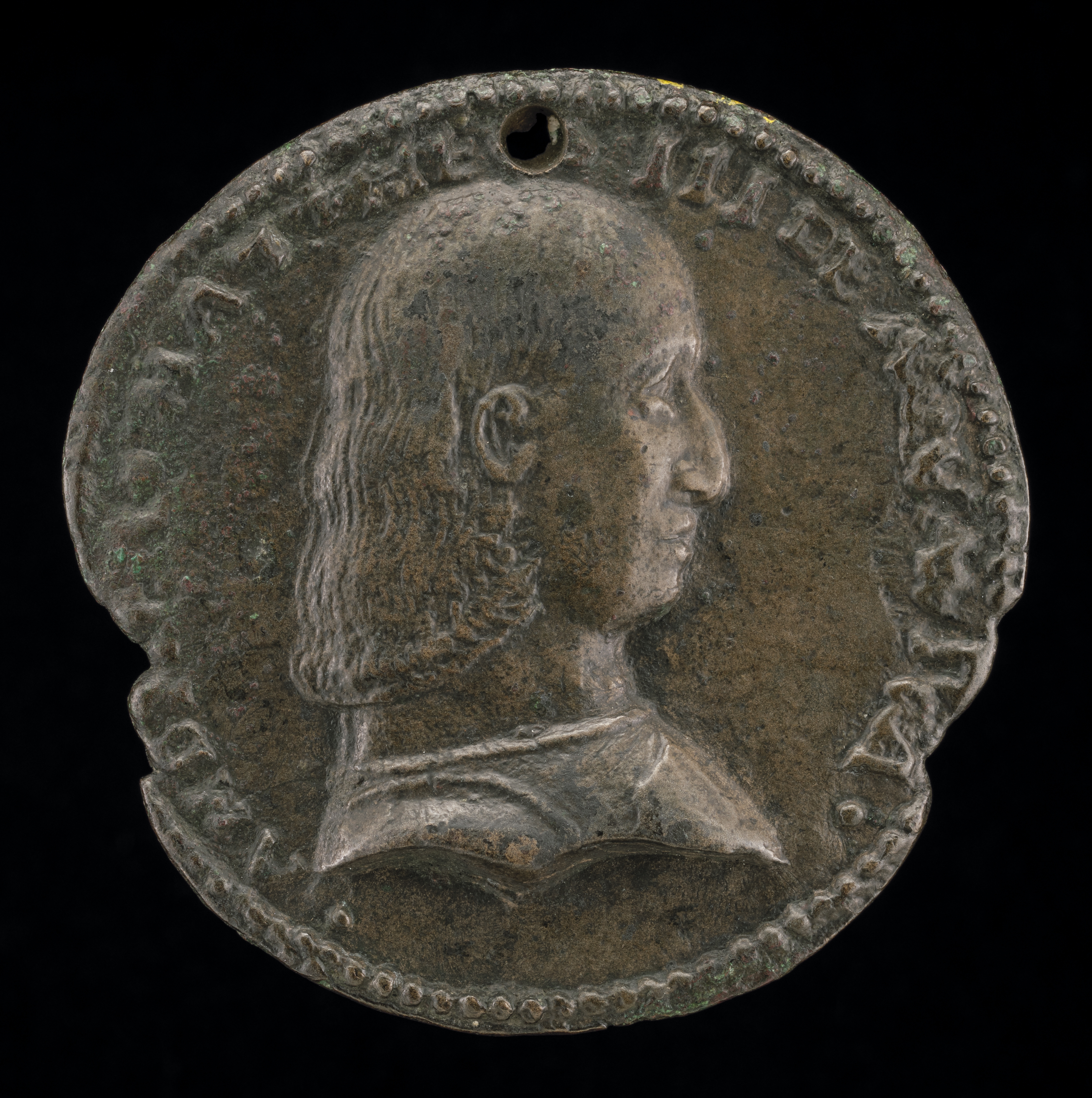
Fronte di una moneta del 1481 ritraente Andrea Matteo III d'Acquaviva

Intanto gli Spennati, vista la buona occasione, si accordarono col viceré di Napoli per riprendersi Teramo, e marciarono sulla città il 17 novembre. Dopo aver preso e saccheggiato San Flaviano, con molte vite uccise per le pretese di potere di questi nobili, l'esercito arrivò in città guadando il fiume Vezzola. Stava per essere aperta Porta Sant'Antonio per fare entrare l'esercito, quando il magistrato impose tre clausole per la capitolazione della città: distruggere la Cittadella una volta presa Teramo, accordare indulti per ogni delitto, conferma dei privilegi concessi da Alfonso. Durante la presa della città, i Mazzaclocchi seppero salvarsi la vita grazie alla fellonia degli stessi, che trovarono rifugio nei conventi e nei cimiteri, mentre le loro donne fingevano di aver sofferto vari soprusi dal governo dell'Acquaviva, in modo da ottenere la clemenza di Ferrante verso i traditori. La Cittadella capitolò l'8 dicembre 1461, il Castellano fu costretto a sloggiare, e venne rimpiazzato da Matteo di Capua con uno nuovo, fedele a Ferrante. Nella descrizione del Palma doveva essere un robusto maschio, con una torre di controllo in cima, e gli alloggiamenti in basso per le truppe. All'epoca della sua compilazione della Storia ecclesiastica e civile (1832), esistevano ancora frammenti di mura presso Porta San Giorgio. Il torrione era ancora in piedi nel 1792, quando poi la deputazione decise l'abbattimento per migliorare l'ingresso al corso.

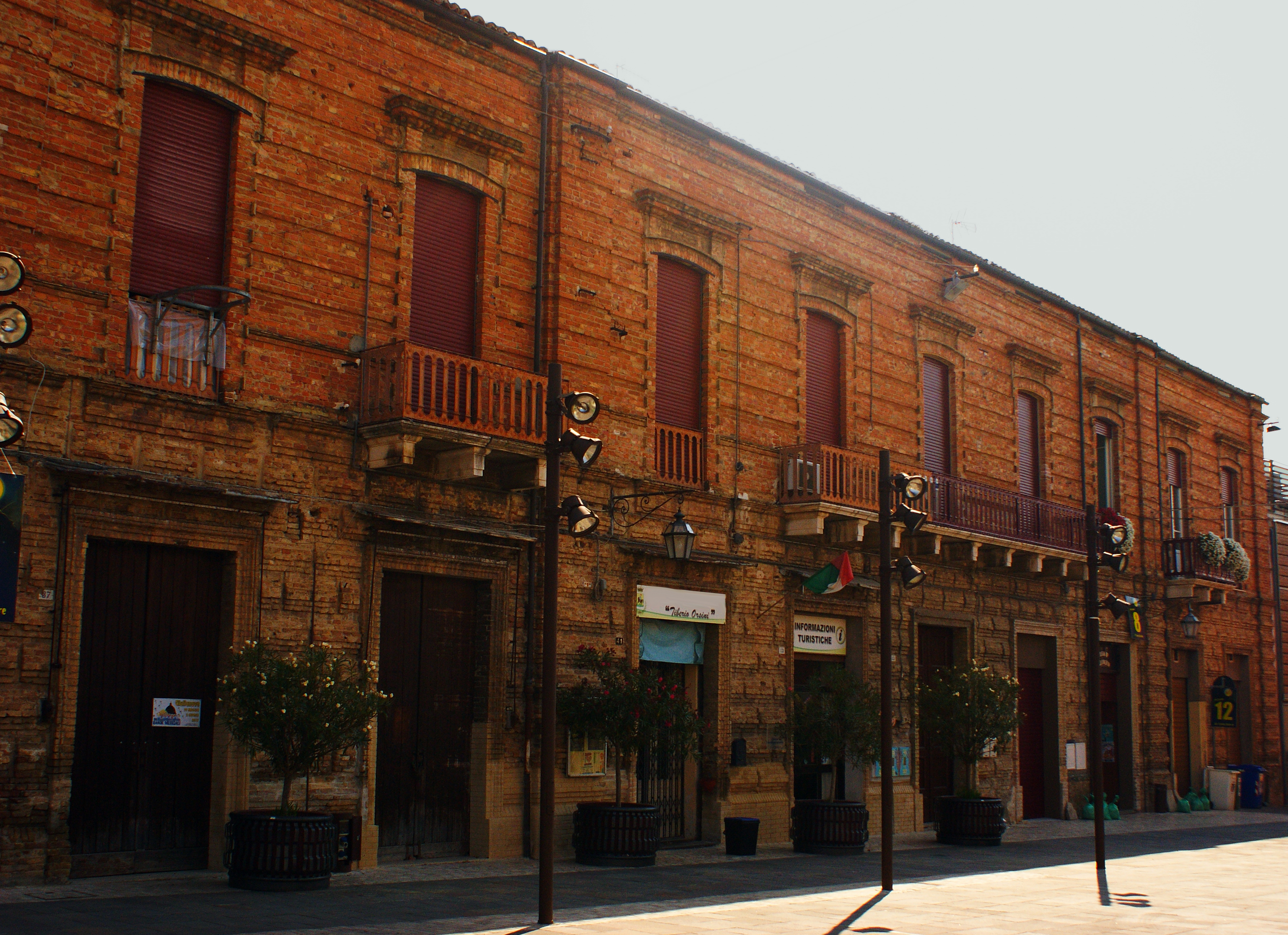
Palazzo ducale di Giulianova (dall'aspetto stravolto rispetto a quello originale)

In seguito alla morte del suocero Giosia Acquaviva, Giuliantonio venne graziato da Ferrante, anche se il ducato perse alcuni feudi, che vennero accordati ad Ascoli: Nereto, Colonnella, Montorio al Vomano, Gabiano e Torri del Tronto. Nel 1463 fu eletto vescovo Giovanni Antonio Campano, l'anno seguente Atri fu restituita a Giuliantonio dal viceré Matteo, divenendo il sesto duca di Atri. In questi anni le coste teramane si popolarono di nuovi villaggi fondati dagli esuli "schiavoni" della penisola Balcanica. Risalirebbero a questi anni la fondazione di Cologna Spiaggia (Roseto), con la costruzione della chiesa di San Niccolò. Pochi anni più tardi il duca Giuliantonio Acquaviva provvide a ricostruire quasi daccapo il sito di Terravecchia a San Flaviano, ossia la storica cittadella, danneggiata dai passati assedi e saccheggi. La nuova città venne chiamata "Giulia Nova", in omaggio al nome del duca, progettata seguendo lo schema tipico della "città ideale rinascimentale", a pianta quadrangolare con nuova cinta muraria provvista di tre torri per lato, la piazza centrale con la nuova Collegiata di San Flaviano, a pianta circolare con cupola, il palazzo ducale, e il convento dei Francescani presso Piazza Vittorio Emanuele (oggi della Libertà).
L'equilibrio di Teramo vacillò ancora una volta quando nel 1474 i Mazzaclocchi si allearono con dei baroni per riprendersi la città; venne inviato a Teramo l'ambasciatore reale Antonio Gazzo, che si occupò di formalizzare una pace perfetta tre le opposte fazioni. La pace fu siglata alla presenza di insigni personaggi: Antonio Piccolomini Conte di Celano e Duca d'Amalfi e Latini Orsini abate di San Nicolò a Tordino. Il Piccolomini s'insediò anche nella diocesi aprutina, rimanendovi sino al 1476. Durante il vescovato di Francesco de Perez, eletto nel 1479, Teramo visse un periodo di relativa tranquillità, cose che non si può dire per il suo territorio, poiché nacque una diatriba territoriale tra Campli e Civitella del Tronto, con scaramucce, razzie di bestiame e omicidi. Nel 1481 nel palazzo ducale di Campli fu siglato un accordo di pace. Civitella ottenne l'autorizzazione di celebrare tra le mura la giustizia civile, ma perse momentaneamente il diritto di nominare il giudice.

### Le pretese di Andrea Matteo III e il miracolo di San Berardo di Pagliara
Con l'ascesa al trono di Ferdinando II d'Aragona, nacquero tumulti contro Fabrizio Colonna e Gentile Virginio Orsini, quest'ultimo dapprima di partito aragonese, e poi francese, per Carlo VIII di Francia. Virginio scese in conquista degli Abruzzi nel 1496, stabilendosi poi nella Marsica, ad Avezzano, non saccheggiò Teramo, che aveva defezionato il partito francese a favore di Ferdinando II, ma mise sotto scacco Giulianova. Andrea Matteo III invece intese riprendere il potere bell'agro teramano, si alleò con Ascoli, sorpassò il Tronto, ponendo il blocco ad Ancarano. Ferdinando mandò come risposta il viceré Fabrizio Colonna, nella missione di riconquistare negli Abruzzi quei territori ancora assoggettati ai cadetti di Carlo VIII.
Andrea Matteo pensava, di far valere le sue ragioni grazie all'aiuto francese. Presentò nel 1501 davanti ai magistrati 56 articoli, dove erano riportati tutti i possedimenti dell'agro, all'epoca della prima entrata degli Acquaviva a Teramo di Giosia, lamentando il fatto di un generale disordine nella ripartizione e amministrazione di beni e di alcuni feudi che erano ancora degli Acquaviva al livello legislativo, benché i vari tumulti politici e militari ne avessero da anni impedito l'ordinaria amministrazione. Tuttavia la causa s'interruppe perché Andrea Matteo, fu chiamato a combattere in Terra d'Otranto con Luigi d'Ars, e presso Rutigliano fu sconfitto e catturato. Fu il segnale dell'apertura delle porte degli Abruzzi al sovrano Carlo V, dopo che costui scacciò da Gaeta le ultime truppe cartoline (1504); la reggenza della Corona di Napoli fu affidata a Ferdinando il Cattolico.
Teramo fu infeudata alla figlia Giovanna di Castiglia, insieme all'ex università di Campli, e fortuna volle che la città non subì saccheggi da parte delle milizie spagnole, come accadde per altre città abruzzesi quali Lanciano, L'Aquila e Sulmona. Giovanna visitò la città anche nel 1514 (il I° maggio), con grandi cerimonia, accedendo da Porta Reale.

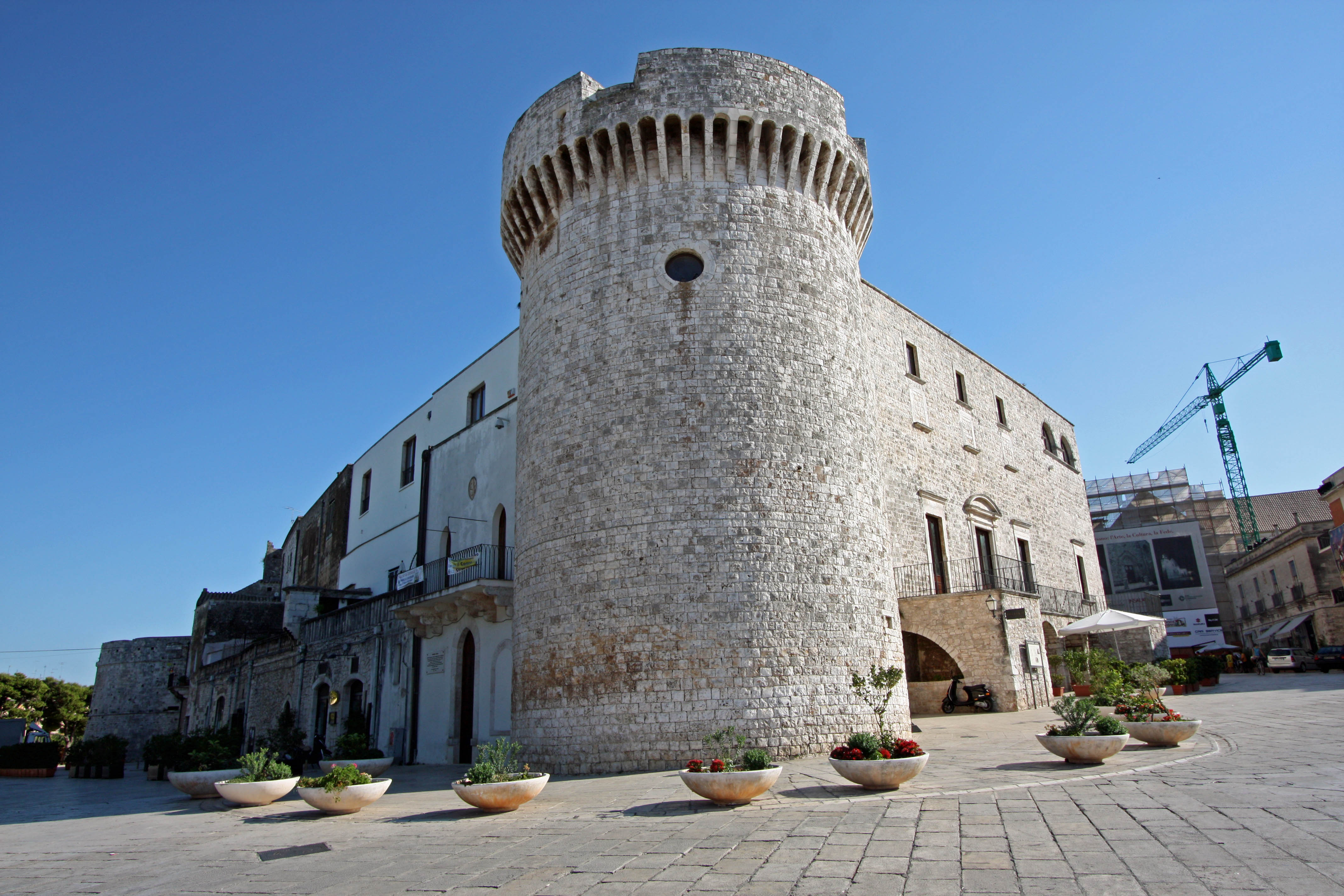
Castello Acquaviva di Conversano

Alla morte di Ferdinando II, immediatamente il duca Andrea Matteo avanzò rivendicazioni per la ripresa in possesso di Teramo. Francesco I di Francia gliela vendette nel 1519; Andrea Matteo ottenne anche il titolo di "Principe" della Città, ottenne la riammissione nei suoi possedimenti degli antichi beni di Giosia, e gli introiti del commercio del sale lungo il Tordino. Per impedire dei disordini, poiché dovevano rientrare in città i quattro sindaci spediti dalla cittadinanza a parlamentare col re affinché tale accordo non venisse stipulato, vennero applicate le antiche leggi di Ferrante I, ossia il coprifuoco: sbarrare le porte, impedire che dignitari, principi e valenti uomini uscissero fuori dalla città, in attesa della celebrazione del processo di acquisizione dell'Acquaviva di Teramo, da celebrarsi dentro la città stessa. Vennero eletti Dodici uomini nel palazzo civico per formalizzare la presa d'acquisizione di Teramo, mentre tra la gente di città iniziavano a serpeggiare malumori per il ritorno sotto il gioco dell'Acquaviva.
Benché lo stesso Palma sia scettico nell'attribuire la salvezza della città all'intercessione del patrono San Berardo di Pagliara, accadde che le donne iniziarono a fare penitenza, compiendo diverse processioni a piedi nudi per la città, visitando le chiese di Santa Maria delle Grazie, santa Maria a Bitetto e della Misericordia, mentre gli anziani non si staccavano di un palmo dal sepolcro di San Berardo nella cattedrale. Intanto i Dodici uomini del Municipio, andavano a rifortificare le mura, e a sorvegliare le porte, temendo in qualsiasi momento un atto di ribellione dei cittadini. Lo stesso Acquaviva prese le dovute precauzioni, affidando al figlio Giovanfrancesco il comando delle truppe, stanziate nei punti strategici attorno alla città, in caso di ribellione.
Accadde che presso il Vezzola ai piedi del santuario di Santa Maria delle Grazie, le truppe di Atri videro sopra le mura due grandi figure: una donna vestita di bianco e un uomo a cavallo vestito do rosso (i colori dello stemma civico). L'uomo fu riconosciuto come San Berardo, nell'atto di scagliarsi contro i soldati, che si dettero alla fuga, ricacciati anche dai teramani stessi, che irruppero dalle porte aperte.
In seguito a ciò, i cittadini fecero in modo di non finire feudi di qualche altro viceré spagnolo o francese, e così supplicarlo Carlo di Lannoy, che nel frattempo aveva comprato Sulmona, che accolse la richiesta, facendo mantenere l'ordine pubblico delle amministrazioni, ma chiedendo ogni anno una grossa somma di denaro.

### Gli Acquaviva dal XV secolo al XIX secolo
Andrea Matteo III, marchese di Bitonto, cadde momentaneamente in disgrazia perché partecipò alla congiura dei Baroni contro il re Ferrante d'Aragona nel 1486, ma poi venne perdonato e ricompensato con altri feudi pugliesi. A Napoli Andrea Matteo si distinse come accademico Pontaniano e traduttore dei classici. Quando i Francesi di Francesco I di Francia giunsero in Italia nella guerra contro gli Spagnoli, Andrea Matteo parteggiò per i primi, venne fatto prigioniero nella battaglia di Rutigliano, ma riuscendo a essere liberato con riscatto, Andrea si unì poi agli Spagnoli di Ferdinando il Cattolico, allo sbarco di Napoli del 1506, per poi fare un voltafaccia nuovamente aderendo al partito francese, quando costoro ridiscesero col conte di Lautrec Odet de Foix. Suo fratello Belisario Acquaviva, anche lui condottiero, fu sempre legato alla Spagna, combattendo a Cerignola, venendo ricompensato da re Ferdinando il Cattolico col titolo di "duca di Nardò".

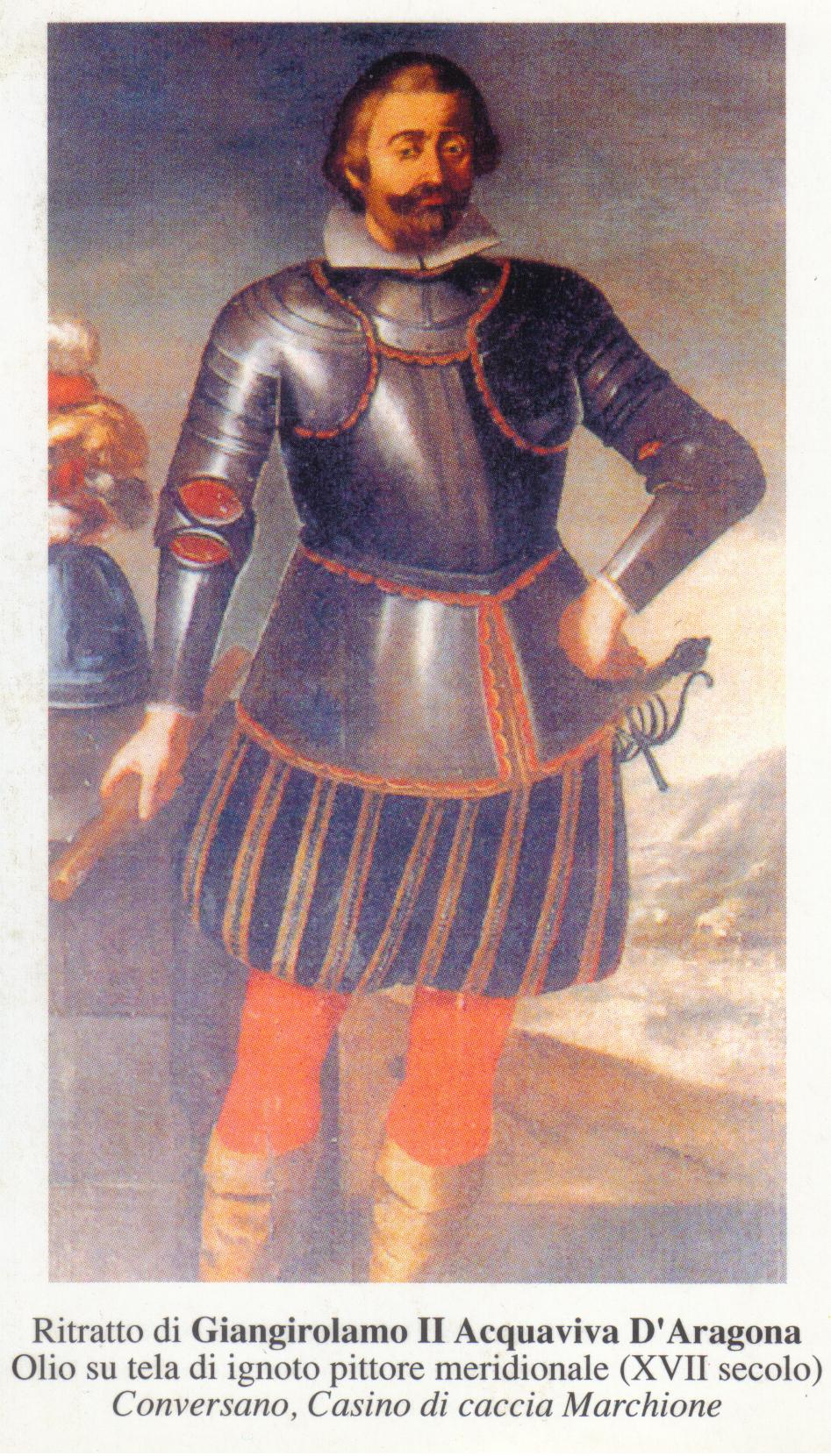
Gian Girolamo II Acquaviva d'Aragona, conte di Conversano

Da Giovanni Antonio Acquaviva nacquero Giovan Girolamo I, decimo duca di Atri, scrittore di versi e condottiero che partecipò nel 1560 alla battaglia di Lepanto, poi Claudio, quinto generale della Compagnia dei Gesuiti. Dai figli di Giovan Girolamo, Giulio Acquaviva (1546-1574) fu legato di papa Pio V a Madrid per la morte di don Carlos nel 1568, e poi divenne cardinale; Ottavio Acquaviva (1560-1612) anche lui fu uomo di Chiesa, compendiatore della "Summa tomistica", fu elevato cardinale da papa Gregorio XIV nel 1591, e arcivescovo di Napoli nel 1605 da papa Leone XI.
L'altro figlio Rodolfo Acquaviva, missionario dei Gesuiti, divenne martire della Fede in India; altri cardinali di questo ramo familiare furono Ottavio II Acquaviva (1609-1674) e Francesco (1665-1725), nunzio presso Filippo V di Spagna; nella linea di successione dei duchi di Atri ci fu Giovan Girolamo II, detto "Gian Girolamo", 15simo duca, vissuto sino al 1709, difensore della Regia fortezza di Pescara nel 1703 contro gli austriaci di Carlo VI.
Allo stesso secolo XVIII appartengono Rodolfo Acquaviva, gesuita e poeta, Pasquale (1719-1788), ultimo cardinale della famiglia. Figli di Gian Girolamo II oltre a Rodolfo erano Giosia IV, morto nel 1710, Troiano 18º duca d'Atri e cardinale, morto nel 1754, Domenico, 17simo duca d'Atri, morto nel 1745, che sposò Eleonora di Savoia, e infine Isabella Acquaviva 20sima duchessa d'Atri, sposata a Filippo Strozzi, morta nel 1760. Con la morte di Rodolfo Acquaviva nel 1755, cessò la linea dinastica dei duchi di Atri, e l'immenso patrimonio dell'ex ducato in Abruzzo passò al Regio Demanio; rimaneva ancora saldo il ramo dei duchi di Conversano in Puglia, distaccatosi da quello atriano già nel 1595, cui si era unito anche il ramo dei duchi di Nardò creato da re Ferdinando il Cattolico.

### Gli ultimi discendenti dei duchi di Conversano e Nardò
Benché de facto la linea dinastica atriana era estinta, il titolo onorifico di "duca di Atri" continuò a essere usato, quando ad esempio Pasquale Acquaviva (1719-1788) era ancora chiamato così, e lo stesso re Ferdinando IV di Borbone nel 1790 aveva conferito il titolo agli Acquaviva di Puglia. Tuttavia il palazzo ducale di Atri con la biblioteca e la galleria di dipinti e ritratti, era andata in possesso di altri proprietari, che pian piano lo spogliarono di tutti i beni; nel 1799 il palazzo fu incendiato dai liberali filofrancesi, sicché il palazzo divenne sede del nuovo municipio.

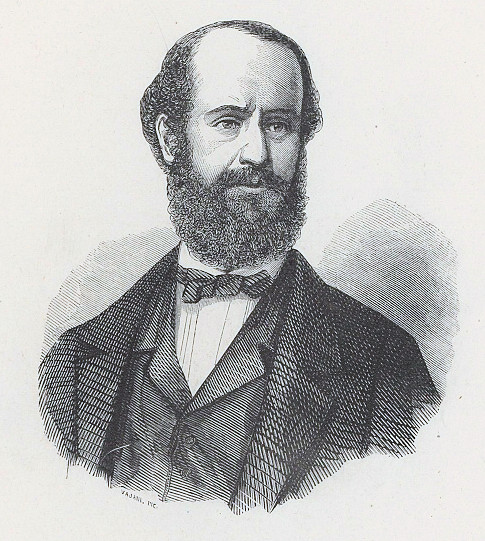
Carlo Acquaviva d'Aragona

Dalla frattura degli originari duchi di Atri, il ramo dei conti di Conversano si divise in due principali sotto-rami, quello degli ultimi duchi di Atri discendenti da Giovan Girolamo II, e l'altro di Adriano, figlio di Giovanni Antonio Acquaviva (detto Giannantonio); dal ramo di Adriano Acquaviva provennero il capitano Giangirolamo II Acquaviva d'Aragona XX duca di Conversano, poi Cosimo, seguito da Giovan Girolamo III, Giulio Antonio IV, e Giovan Girolamo IV, XXIV conte di Conversano e XXI duca di Atri a titolo onorifico. Da lui, morto nel 1777, discesero gli ultimi signori di Conversano e Nardò: Giulio Antonio V, XXII duca di Atri e XXV conte di Conversano, Giovan Girolamo V, morto nel 1848, da cui nacquero Giulio Antonio (1808-1836), Giuseppe (1835-1905), Maria (1855-1905), Anna Maria di Lorenzo (1883-1956) e Petronella Deviato nata nel 1917.
Da Gian Girolamo V Acquaviva nacquero i fratelli politici del Regno d'Italia Luigi Acquaviva (1812-1898) e Carlo Acquaviva d'Aragona (1823-1892), tutti di orientamento liberale. Dal ramo di Carlo Acquaviva si sviluppò un ramo abruzzese di Giulianova, estintosi con Fiorella (1922-2011), dal ramo di Luigi, che fu l'ultimo della famiglia ad avere i titoli di XXIV duca onorario di Atri, XV duca di Nardò e XXVII conte di Conversano prima della costituzione del Regno d'Italia, provenne il ramo degli Acquaviva-D'Aragona-Casalaspro e Pietragalla; suo figlio fu Giulio Acquaviva, politico e conte di Conversano a titolo onorifico, morto giovane a causa della malattia in Calabria, l'altro figlio Francesco morto nel 1894, fu XVI conte di Conversano a titolo onorifico, sposò Maria Zunica di Cassano da cui ebbe un'unica figlia, Giulia Acquaviva (1887-1972), XXV duchessa di Atri a titolo onorifico, XVII duchessa di Nardò e XXVIII contessa di Conversano. Sposò Giustiniano Perrelli Tomacelli Filomarino, i discendenti portarono il cognome paterno, sicché con la morte Giulia Acquaviva e Fiorella nel 1972 e nel 2011, ambedue del ramo degli Acquaviva di Carlo Acquaviva d'Aragona, la famiglia si estinse. I titoli di Duca di Atri, Nardò, Noci, etc. erano passati già nel 1972 a Don Fabio Perrelli Tomacelli Filomarino, Principe di Boiano, come erede della madre.

## I principali rami dell'albero genealogico
Nella storia della famiglia dopo il XV secolo possono essere individuati cinque rami: i duchi d'Atri, i marchesi di Bitonto, i principi di Caserta, i duchi di Nardò, e i conti di Conversano.
| | |                                                                         | | |                                                                                    | | |
| | | Rinaldo vivente nel 1195 primo della famiglia documentato               | | |                                                                                    | | |
| | |                                                                         | | |                                                                                    | | |
| | |                                                                         | | |                                                                                    | | |
| | | [...]                                                                   | | |                                                                                    | | |
| | |                                                                         | | |                                                                                    | | |
| | |                                                                         | | |                                                                                    | | |
| | [...] | [...]                                                                   | (linea dei conti di S. Valentino secc. XIV - XV) | (linea dei conti di S. Valentino secc. XIV - XV) |                                                                                    | | |
| | |                                                                         | | |                                                                                    | | |
| | |                                                                         | | |                                                                                    | | |
| | Antonio †1395 conte di San Flaviano ⬤signore d'Atri                                                          |                                                                         | | |                                                                                    | | |
| | |                                                                         | | |                                                                                    | | |
| | |                                                                         | | |                                                                                    | | |
| | [...] |                                                                         | | |                                                                                    | | |
| | |                                                                         | | |                                                                                    | | |
| | |                                                                         | | |                                                                                    | | |
| | Giulio Antonio †1481 ⬤VII duca d'Atri ⬤XIII conte di Conversano ⬤VII conte di San Flaviano, poi Giulia       |                                                                         | | |                                                                                    | | |
| | |                                                                         | | |                                                                                    | | |
| | |                                                                         | | |                                                                                    | | |
| Belisario I *1464 †1528 ⬤I duca di Nardò                                                                     | Belisario I *1464 †1528 ⬤I duca di Nardò                                                                     |                                                                         | Andrea Matteo III *1458 †1529 ⬤VIII duca d'Atri ⬤XIV conte di Conversano ⬤II marchese di Bitonto | Andrea Matteo III *1458 †1529 ⬤VIII duca d'Atri ⬤XIV conte di Conversano ⬤II marchese di Bitonto |                                                                                    | | |
| | |                                                                         | | |                                                                                    | | |
| | |                                                                         | | |                                                                                    | | |
| linea dei ⬤duchi di Nardò Estinti nel 1636 negli ⬤Acquaviva di Conversano con Caterina, VI duchessa di Nardò | linea dei ⬤duchi di Nardò Estinti nel 1636 negli ⬤Acquaviva di Conversano con Caterina, VI duchessa di Nardò | Giannantonio Donato *1485 †1554 ⬤IX duca d'Atri ⬤XV Conte di Conversano | Giannantonio Donato *1485 †1554 ⬤IX duca d'Atri ⬤XV Conte di Conversano | | Gianfrancesco †1527 ⬤III marchese di Bitonto                                       | Gianfrancesco †1527 ⬤III marchese di Bitonto                                                                              | |
| | |                                                                         | | |                                                                                    | | |
| | |                                                                         | | |                                                                                    | | |
| | | linea dei ⬤duchi di Atri e ⬤conti di Conversano                         | linea dei ⬤duchi di Atri e ⬤conti di Conversano | linea dei ⬤marchesi di Bitonto Estinti dopo il 1583 con Anna, in esilio in Francia | linea dei ⬤marchesi di Bitonto Estinti dopo il 1583 con Anna, in esilio in Francia | linea dei ⬤conti, poi principi, di Caserta Estinti nel 1659 nei Caetani di Sermoneta con Anna, III principessa di Caserta | linea dei ⬤conti, poi principi, di Caserta Estinti nel 1659 nei Caetani di Sermoneta con Anna, III principessa di Caserta |
| | |                                                                         | | |                                                                                    | | |
| | |                                                                         | | |                                                                                    | | |
| | | (dal 1592)                                                              | | |                                                                                    | | |
| | |                                                                         | | |                                                                                    | | |
| | |                                                                         | | |                                                                                    | | |
| | linea dei ⬤duchi di Atri Estinti nel 1760 con Isabella, XX duchessa                                          | linea dei ⬤duchi di Atri Estinti nel 1760 con Isabella, XX duchessa     | linea dei ⬤conti di Conversano, dal 1600 anche duchi di Noci, dal 1636 anche ⬤duchi di Nardò (per matrimonio), dal 1790 anche ⬤duchi d'Atri (a titolo onorifico per concessione regia) Estinti nel 1972 con Giulia, XXV duchessa d'Atri, XVII duchessa di Nardò, XII duchessa di Noci, XXVIII contessa di Conversano | linea dei ⬤conti di Conversano, dal 1600 anche duchi di Noci, dal 1636 anche ⬤duchi di Nardò (per matrimonio), dal 1790 anche ⬤duchi d'Atri (a titolo onorifico per concessione regia) Estinti nel 1972 con Giulia, XXV duchessa d'Atri, XVII duchessa di Nardò, XII duchessa di Noci, XXVIII contessa di Conversano |                                                                                    | | |

### Origini
Tracciare in modo affidabile la genealogia della famiglia alle origini è molto problematico, data la scarsità delle fonti ed il numero di personaggi con questo cognome citati. Lo storico teramano Francesco Savini, che limita le sue ricerche alla sola provincia di Teramo del suo tempo, cita 51 diversi Acquaviva dalle origini fino ad Antonio, primo signore di Atri; egli attribuisce questo fenomeno al diritto longobardo allora vigente in Abruzzo, che non prevedeva primogeniture e portava alla frammentazione dei possessi feudali.
Sappiamo comunque che il primo esponente della famiglia al quale possiamo attribuire un profilo è Rinaldo, vivo nel 1195; che gli Acquaviva appartengono all'aristocrazia di Atri, ove molti di loro risiedono, pur avendo possessi in tutto l'Abruzzo teramano; e che già nel 1279 esistevano due linee distinte, una delle quali darà origine ai duchi d'Atri, mentre l'altra acquisì nella prima metà del secolo seguente, con Corrado, il titolo di conte di San Valentino, fondando una linea autonoma che si estinse presumibilmente a fine del secolo XV, con la perdita del feudo.

### Linea dei duchi di Atri, conti di San Flaviano e (fino al 1575) conti di Conversano

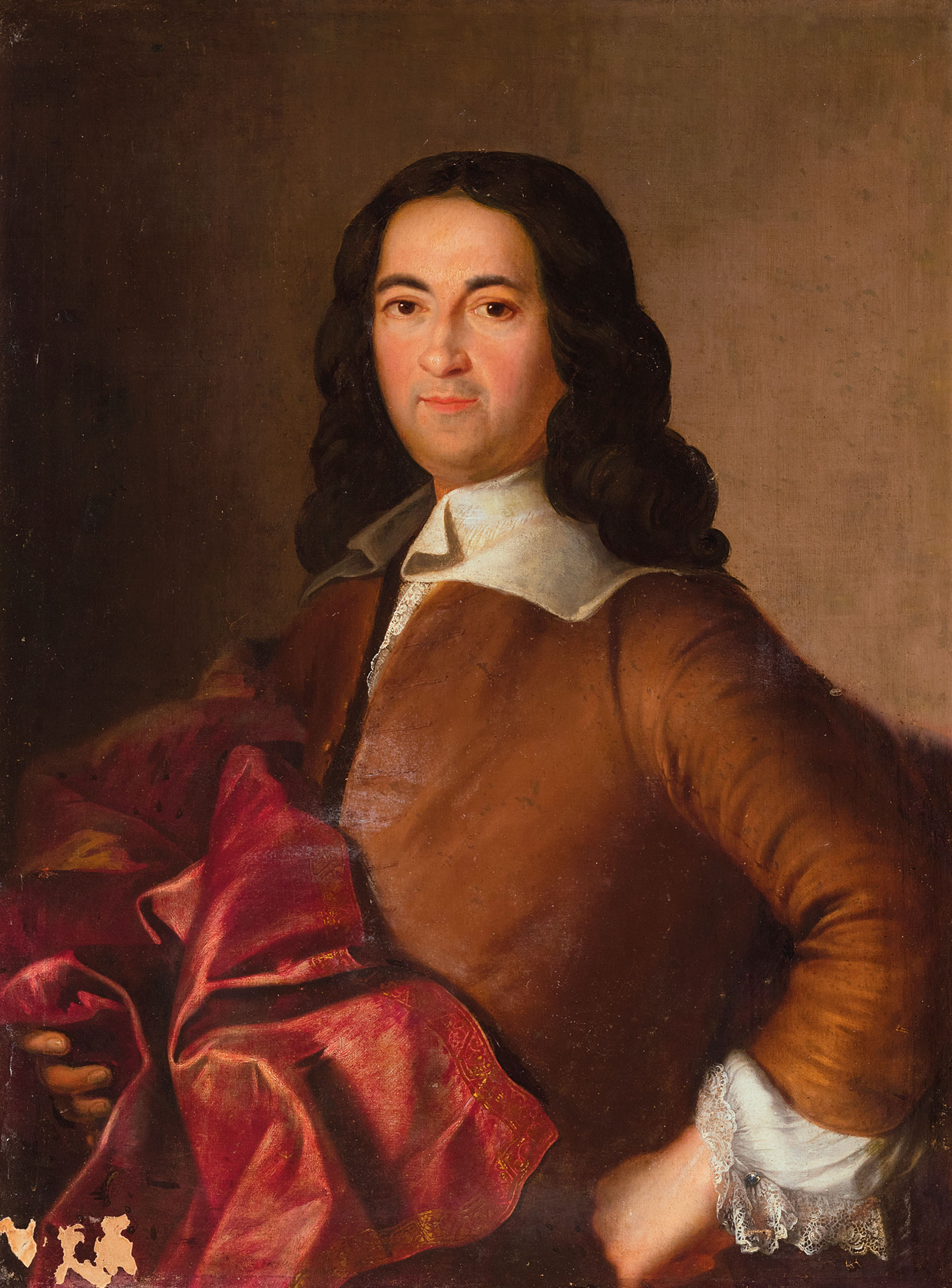
Giovan Girolamo II Acquaviva d'Aragona, detto anche "Gian Girolamo" (1663-1709)

Matteo II,
figlio di Francesco, fu determinante nell'aumentare il prestigio ed il potere della famiglia. Il suo matrimonio con Jacopa Sanseverino ne fece lo zio di Carlo di Durazzo, la cui madre era la sorella della moglie, Margherita. L'ascesa al trono di Napoli di questi nel 1382 come Carlo III consacrò la posizione della famiglia come imparentata con i sovrani, proiettandola definitivamente in una dimensione extra regionale.
Antonio,
figlio di Matteo, ebbe nel 1382 dal cugino Carlo d'Angiò - Durazzo le contee di San Flaviano e di Montorio, alle quali poté aggiungere, nel 1393, la signoria sulle città d'Atri e di Teramo, conferitagli dal re Ladislao dietro il pagamento di 35.000 ducati.
Andrea Matteo I,
figlio di Antonio, fu 2º Duca di Atri, 2º Conte di San Flaviano; morì pugnalato a Teramo il 17 febbraio 1407. I titoli ed i possedimenti passarono ai suoi figli, prima Antonio, poi Pierbonifacio ed infine, nel 1443, alla morte del figlio di quest'ultimo, Andrea Matteo II, al terzo figlio Giosia († 1462), 6º Duca di Atri e 6º Conte di San Flaviano.
Giulio Antonio I,
figlio di Giosia, poi dal 1479 per privilegio regio d'Aragona († all'assedio di Otranto, 7 febbraio 1481), 7º Duca di Atri, 7º Conte di San Flaviano (poi Giulianova in suo onore), Signore di Forcella, Roseto, Padula ecc. dal 1462, 1º Duca di Teramo dal 1464, Cavaliere dell'Ordine dell'Ermellino, generale contro i Turchi in Puglia. Sposò nel 1456 Caterina Orsini del Balzo, figlia naturale del Principe di Taranto Giovanni Antonio Orsini del Balzo, Contessa di Conversano, Signora di Turi, Noci, Castellana, Casamassima, Bitetto e Gioia del Colle.
Andrea Matteo III (1458-1529),
figlio di Giulio Antonio, 8º Duca d'Atri, conte di San Flaviano (titolo mutato, su sua richiesta e con il beneplacito regio, dal 1481, in quello di conte di Giulia), 15º conte di Conversano (dal 1496), uno dei feudatari più ricchi del regno, fu un uomo d'armi e di lettere, colto e raffinato, educato da giovane dal Pontano ed amico in età adulta di Jacopo Sannazaro. Sposò Isabella Piccolomini Todeschini, figlia del duca di Amalfi Antonio, e successivamente, nel 1509, Caterina Della Ratta, vedova di Cesare d'Aragona (figlio naturale del re di Napoli Ferdinando I, morto in esilio nel 1504). Andrea Matteo assegnò il ducato di Atri al primogenito Giovan Francesco, la contea di Conversano ed i feudi della Ratta a Caserta al di lui figlio Giulio Antonio II, e la contea di Gioia al secondogenito Giannantonio Donato. Nel 1528 Giulio Antonio si schierò a favore dei Francesi e gli Spagnoli lo privarono di tutti i suoi feudi che egli ed i suoi eredi, riparati in Francia, reclamarono a lungo invano. Dopo lunghe vicende Giannantonio Donato riuscì a farsi assegnare il ducato di Atri e la contea di Conversano, mentre la contea di Caserta rimase al nipote secondogenito di Giulio Antonio II, Baldassarre, che dette origine alla linea dei conti di Caserta.

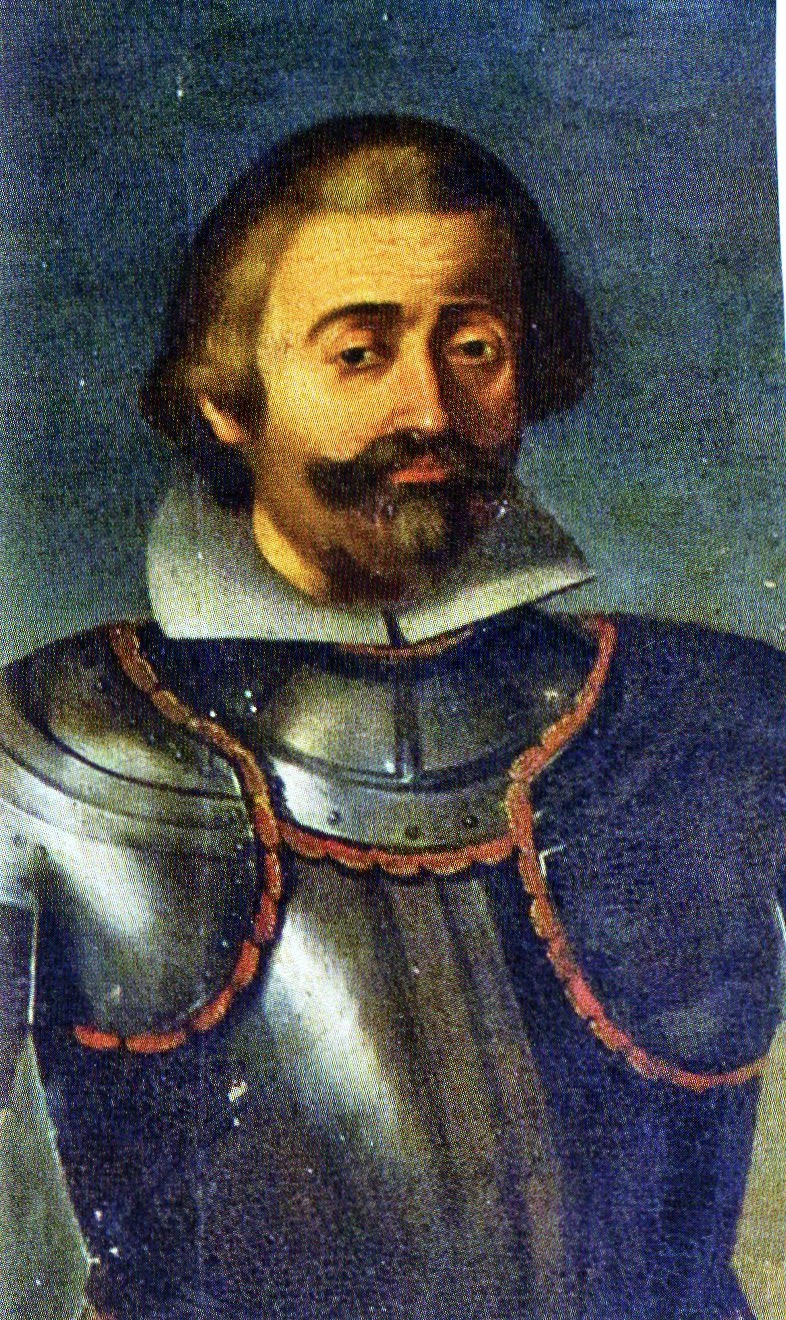
Gian Girolamo II Acquaviva d'Aragona

Gian Girolamo (1521-1592),
figlio primogenito di Giannantonio Donato, fu 10º duca di Atri e 17º conte di Conversano; fu padre di due cardinali, Giulio ed Ottavio. Egli divise nel 1575 il ducato di Atri e la contea di Conversano tra i figli Alberto (11º duca) ed Adriano (18º conte). La linea dei conti di Conversano confluirà poi nel 1598 in quella dei duchi di Nardò con il matrimonio tra il 19º conte Giulio Antonio e la cugina Caterina Acquaviva, figlia ed erede del duca Belisario II.
Claudio (1543-1615),
figlio di Giannantonio Donato, fu un religioso italiano appartenente alla Compagnia di Gesù, della quale fu il quinto Preposito Generale (dal 1581 alla morte). Portò a compimento la redazione della Ratio Studiorum, l'insieme delle regole didattiche e pedagogiche per i collegi gesuiti.
Gian Girolamo II (1663-1709)
fu il 15º Duca di Atri, statista e poeta italiano, dal 1679 Grande di Spagna. Tra i suoi figli occorre segnalare Troiano, cardinale ed importante figura politica nella Roma dell'epoca.
Dopo la morte di Gian Girolamo il titolo ducale passo in successione ai suoi figli Giosia, Domenico, Troiano, Ridolfo, ed infine Isabella, sposata a Filippo Strozzi, i quali continuarono la promozione delle arti nella città di Atri iniziata da Gian Girolamo II. Nessuno di essi ebbe eredi. Pertanto, nel 1760, alla morte di Isabella, lo stato d'Atri fu soppresso ed i beni devoluti al regno di Napoli. Dopo un lungo contenzioso con la Corona, conclusosi nel 1790, nel 1760, il Ducato di Atri ritornò allo stato napoletano, mentre il titolo ducale passò a Carlo, della linea dei Conti di Conversano, ed ai suoi eredi.

### Linea dei duchi di Nardò

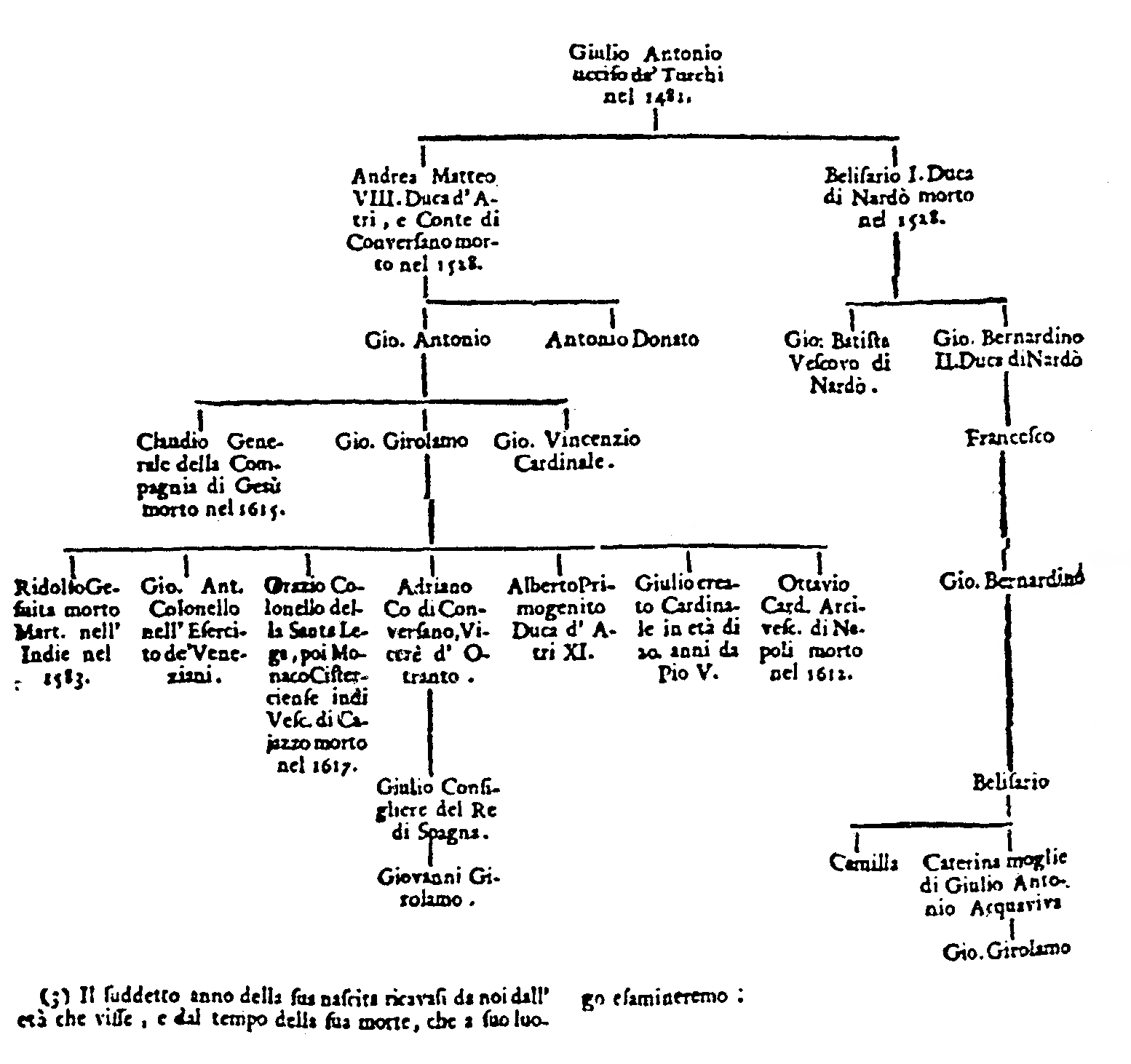
Riunione dei rami di Conversano e Nardò in Giangirolamo II, da Mazzucchelli. Sono presenti alcuni errori rispetto alla geneaologia corretta riportata nel seguito

Belisario (1464-1528),
figlio di Giulio Antonio I, fu 14º Conte di Conversano; nel 1496 rinunciò alla Contea di Conversano in favore del fratello maggiore Andrea Matteo III (1458-1529) per divenire 1º Conte (poi duca) di Nardò dal 12 marzo 1497, per concessione del Re di Napoli dopo la confisca ai del Balzo. Insignito del titolo di Marchese dal re Federico I di Napoli dopo la battaglia del Garigliano (1503), fu condottiero al servizio del Re di Napoli e dell'Imperatore Carlo V. Sposò Sveva Sanseverino, figlia di don Gerolamo, 2º Principe di Bisignano. Fu sepolto a Nardò nella chiesa di Sant'Antonio da Padova.
Giovanni Bernardino
era figlio di Belisario I; fu 2º Duca di Nardò dal 1528 e condottiero al servizio dell'Imperatore Carlo V; morì durante un'incursione turca a Nardò 25 agosto 1541 e fu quivi sepolto.

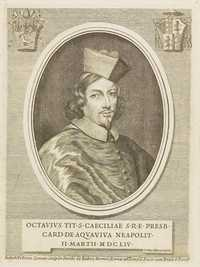
Ritratto del cardinale Ottavio Acquaviva d'Aragona

Francesco († 1559),
figlio di Giovanni Bernardino, fu 3º Duca di Nardò dal 1559; Preside in Otranto, Barletta, Gallipoli e Taranto e comandante di cavalleria spagnola.
Giovanni Bernardino II († 1596),
figlio di Francesco, fu 4º duca di Nardò e Belisario II († 1619), suo figlio, 5º duca di Nardò. Caterina, figlia di Belisario II, 6º duchessa di Nardò, sposò nel 1598 Giulio Antonio Acquaviva, 19º conte di Conversano, unendo le due linee Acquaviva d'Aragona.

### Linea dei conti di Conversano e (dal 1600) duchi di Noci, poi (dal 1636) anche duchi di Nardò e (dal 1790) duchi d'Atri
Adriano († 1607),
figlio di Giangirolamo I (1521-1592), duca di Atri e conte di Conversano, ereditò dal padre la contea pugliese, mentre al fratello primogenito Alberto andò il ducato di Atri. Nel 1600 ottenne il titolo di duca per il suo feudo di Noci.
Giulio Antonio II
nipote di Adriano, sposò la lontana cugina Caterina, duchessa di Nardò, riunendo così i due rami familiari
Giangirolamo II
(detto il Guercio di Puglia) era figlio di Giulio Antonio e Caterina, fu 20º conte di Conversano e 7º duca di Nardò, mantenne il suo ruolo di signore fino al 1665, anno della sua morte. Era sposato con la contessa Isabella Filomarino dei principi della Rocca.
Nel 1790, all'estinzione del ramo d'Atri, Carlo Acquaviva figlio del conte di Conversano Giulio Antonio, ottenne il titolo di duca di Atri, trasmissibile agli eredi, riunendolo così di nuovo nello stesso ramo familiare con quello di conte di Conversano. Gli Acquaviva di Conversano ottennero inoltre i beni personali della famiglia in Abruzzo, comprendenti il palazzo di Giulianova e la ricca biblioteca. Questo accordo assicurò la continuazione della presenza Acquaviva in Abruzzo oltre il 1760.
Nell'Ottocento la famiglia assume posizioni politiche liberali ed anti-borboniche e riveste poi cariche politiche nello stato unitario; il duca d'Atri Luigi viene nominato senatore del Regno; il figlio Giulio è deputato a Rossano e Castrovillari; il fratello Carlo è prima deputato a Giulianova e poi senatore.

### Linea dei conti, poi principi di Caserta
Il matrimonio di Andrea Matteo III nel 1509 con Caterina Della Ratta gli aveva permesso di succedere a questa famiglia, che aveva tenuto la contea di Caserta dal 1310. I diritti degli Acquaviva sulla città furono ulteriormente rafforzati dal matrimonio del nipote di Andrea Matteo, Giulio Antonio II, figlio del suo primogenito Gianfrancesco, con la pronipote della contessa di Caserta, Anna Gambacorta. Il ricco periodo è visibile nei resti del castello di Caserta vecchia che venne rinforzato e arricchito di una nuova cinta muraria e di diverse torri.
Nel 1528 Giulio Antonio II, dopo la ribellione agli Spagnoli e la fuga in Francia col figlio primogenito Giovan Francesco, perse tutti i suoi feudi; il ducato di Atri e la contea di Conversano passarono allo zio Giannantonio Donato. La moglie di Giulio Antonio, Anna, rimasta a Napoli, riuscì ad ottenere che la contea di Caserta restasse al figlio secondogenito, Baldassarre, condottiero al servizio di Carlo V e di Filippo II, che mantenne anche il possesso di alcuni feudi in Abruzzo con il titolo di marchese di Bellante.
Il periodo di maggiore sviluppo di Caserta arrivò con il figlio e successore di Baldassarre, Giulio Antonio III, che ottenne il titolo di principe di Caserta nel 1544, e con il figlio di questi Andrea Matteo IV (1594-1634). Gli Acquaviva costruirono ed ampliarono a Caserta diverse opere che formarono il nucleo di costruzioni borboniche nei secoli successivi, come il Palazzo al boschetto, ricco di affreschi di Belisario Corenzio, ed il Palazzo Acquaviva, l'attuale prefettura, che venne ampliato ed arricchito con un bel giardino. Nella campagna attorno a Caserta, gli Acquaviva fecero costruire un palazzo noto come il "Belvedere", sul cui nucleo nacque poi la regia colonia di San Leucio. Inoltre, gli Acquaviva vanno ricordati per la forte politica a sostegno della Chiesa, che incentivò la presenza a Caserta di diversi ordini monastici, contribuendo con ampie elargizioni alla costruzione dei conventi, come per i Padri Minimi per la chiesa di San Francesco di Paola.
La figlia di Andrea Matteo IV, Anna (1596-1659), ultima esponente della famiglia, sposò nel 1618 Francesco Gaetani di Sermoneta. I Caetani ereditarono il titolo principesco, governando lo stato di Caserta fino al 1750, quando lo cedettero al re Carlo III che stava progettando la costruzione della Reggia.

## Genealogia dalle origini ai giorni nostri

### I - dalla metà del sec. XIV ad Andrea Matteo III
|                                                                       |                                                                       |                                                                       | | |                                                                  |                                                                                            |                                                                                            |                                          |                                          |                                           |                                           |                                                 |                                                 |
|                                                                       |                                                                       |                                                                       | | |                                                                  | Matteo II † post 1361 sp. Jacopa Sanseverino                                               |                                                                                            |                                          |                                          |                                           |                                           |                                                 |                                                 |
|                                                                       |                                                                       |                                                                       | | |                                                                  |                                                                                            |                                                                                            |                                          |                                          |                                           |                                           |                                                 |                                                 |
|                                                                       |                                                                       |                                                                       | | |                                                                  |                                                                                            |                                                                                            |                                          |                                          |                                           |                                           |                                                 |                                                 |
|                                                                       |                                                                       |                                                                       | | | Antonio †1395 1º duca d'Atri sp. Ceccarella Cantelmo.            | Antonio †1395 1º duca d'Atri sp. Ceccarella Cantelmo.                                      | Elisabetta sp. Lalle II Camponeschi.                                                       | Elisabetta sp. Lalle II Camponeschi.     |                                          |                                           |                                           |                                                 |                                                 |
|                                                                       |                                                                       |                                                                       | | |                                                                  |                                                                                            |                                                                                            |                                          |                                          |                                           |                                           |                                                 |                                                 |
|                                                                       |                                                                       |                                                                       | | |                                                                  |                                                                                            |                                                                                            |                                          |                                          |                                           |                                           |                                                 |                                                 |
|                                                                       |                                                                       |                                                                       | | | Andrea Matteo I †1407 2º duca d'Atri sp. Caterina Tomacelli.     |                                                                                            |                                                                                            |                                          |                                          |                                           |                                           |                                                 |                                                 |
|                                                                       |                                                                       |                                                                       | | |                                                                  |                                                                                            |                                                                                            |                                          |                                          |                                           |                                           |                                                 |                                                 |
|                                                                       |                                                                       |                                                                       | | |                                                                  |                                                                                            |                                                                                            |                                          |                                          |                                           |                                           |                                                 |                                                 |
|                                                                       |                                                                       | Antonio II *1394? †1414 3º duca d'Atri sp. Caterina Orsini del Balzo. | Antonio II *1394? †1414 3º duca d'Atri sp. Caterina Orsini del Balzo. | Pier Bonifacio †1421 4º duca d'Atri sp. Caterina Riccardi. | Pier Bonifacio †1421 4º duca d'Atri sp. Caterina Riccardi.       | Giosia *1399 †1462 6º duca d'Atri sp. Margherita Riccardi.                                 | Giosia *1399 †1462 6º duca d'Atri sp. Margherita Riccardi.                                 | Elisabetta sp. Pietro Lalle Camponeschi. | Elisabetta sp. Pietro Lalle Camponeschi. |                                           |                                           |                                                 |                                                 |
|                                                                       |                                                                       |                                                                       | | |                                                                  |                                                                                            |                                                                                            |                                          |                                          |                                           |                                           |                                                 |                                                 |
|                                                                       |                                                                       |                                                                       | | |                                                                  |                                                                                            |                                                                                            |                                          |                                          |                                           |                                           |                                                 |                                                 |
|                                                                       |                                                                       |                                                                       | | Andrea Matteo II *1419? †1442? 5º duca d'Atri sp. Isotta Sforza. | Andrea Matteo II *1419? †1442? 5º duca d'Atri sp. Isotta Sforza. | Giulio Antonio †1481 7º duca d'Atri sp. Caterina Orsini del Balzo, contessa di Conversano. | Giulio Antonio †1481 7º duca d'Atri sp. Caterina Orsini del Balzo, contessa di Conversano. |                                          |                                          |                                           |                                           |                                                 |                                                 |
|                                                                       |                                                                       |                                                                       | | |                                                                  |                                                                                            |                                                                                            |                                          |                                          |                                           |                                           |                                                 |                                                 |
|                                                                       |                                                                       |                                                                       | | |                                                                  |                                                                                            |                                                                                            |                                          |                                          |                                           |                                           |                                                 |                                                 |
|                                                                       | Giovanni Antonio *1457 †1479 I marchese di Bitonto.                   | Giovanni Antonio *1457 †1479 I marchese di Bitonto.                   | Andrea Matteo III *1458 †1529 8º duca d'Atri XIV Conte di Conversano II marchese di Bitonto sp. Isabella Piccolomini d'Aragona sp. Caterina della Ratta, contessa di Caserta. | Andrea Matteo III *1458 †1529 8º duca d'Atri XIV Conte di Conversano II marchese di Bitonto sp. Isabella Piccolomini d'Aragona sp. Caterina della Ratta, contessa di Caserta. |                                                                  |                                                                                            |                                                                                            | Belisario I *1464 †1528                  | Belisario I *1464 †1528                  | Donato *1474 †1529 Vescovo di Conversano. | Donato *1474 †1529 Vescovo di Conversano. | (figlio naturale)                               | (figlio naturale)                               |
|                                                                       |                                                                       |                                                                       | | |                                                                  |                                                                                            |                                                                                            |                                          |                                          |                                           |                                           |                                                 |                                                 |
|                                                                       |                                                                       |                                                                       | | |                                                                  |                                                                                            |                                                                                            |                                          |                                          |                                           |                                           |                                                 |                                                 |
| Gianfrancesco †1527 III marchese di Bitonto sp. Dorotea Gonzaga.      | Gianfrancesco †1527 III marchese di Bitonto sp. Dorotea Gonzaga.      | Giovanni Battista *1482 †1496                                         | Giovanni Battista *1482 †1496 | Giannantonio Donato *1485 †1554 | Giannantonio Donato *1485 †1554                                  | Giovanni Vincenzo *1490 †1546 vescovo di Melfi e Rapolla, cardinale.                       | Giovanni Vincenzo *1490 †1546 vescovo di Melfi e Rapolla, cardinale.                       | (linea dei duchi di Nardò)               | (linea dei duchi di Nardò)               |                                           |                                           | Sulpicio †1494 Vescovo di Bitetto e Conversano. | Sulpicio †1494 Vescovo di Bitetto e Conversano. |
|                                                                       |                                                                       |                                                                       | | |                                                                  |                                                                                            |                                                                                            |                                          |                                          |                                           |                                           |                                                 |                                                 |
|                                                                       |                                                                       |                                                                       | | |                                                                  |                                                                                            |                                                                                            |                                          |                                          |                                           |                                           |                                                 |                                                 |
| (linea dei marchesi di Bitonto e dei conti, poi principi, di Caserta) | (linea dei marchesi di Bitonto e dei conti, poi principi, di Caserta) |                                                                       | | (linea dei duchi di Atri e conti di Conversano) | (linea dei duchi di Atri e conti di Conversano)                  |                                                                                            |                                                                                            |                                          |                                          |                                           |                                           |                                                 |                                                 |

### II - Linea dei duchi di Nardò
|                                                                                                |                                                                   |                                                               | |                                            |                                            |                                                 |                                                 |
|                                                                                                |                                                                   |                                                               | (linea dei duchi di Nardò) |                                            |                                            |                                                 |                                                 |
|                                                                                                |                                                                   |                                                               | |                                            |                                            |                                                 |                                                 |
|                                                                                                |                                                                   |                                                               | |                                            |                                            |                                                 |                                                 |
|                                                                                                |                                                                   |                                                               | Belisario I *1464 †1528 14º conte di Conversano fino al 1497?; dal 1497 conte e dal 1516 1º duca di Nardò, sp. Sveva Sanseverino di Bisignano. |                                            |                                            |                                                 |                                                 |
|                                                                                                |                                                                   |                                                               | |                                            |                                            |                                                 |                                                 |
|                                                                                                |                                                                   |                                                               | |                                            |                                            |                                                 |                                                 |
| Giovanni Bernardino †1541 2º duca di Nardò, sp. Giovanna Gaetani.                              | Giovanni Bernardino †1541 2º duca di Nardò, sp. Giovanna Gaetani. | Giovannantonio *1489 †1525 vescovo di Alessano, poi di Lecce. | Giovannantonio *1489 †1525 vescovo di Alessano, poi di Lecce.                                                                                  | Giacomo Antonio *1503 †? vescovo di Nardò. | Giacomo Antonio *1503 †? vescovo di Nardò. | Giovanni Battista *1512 †1569 vescovo di Nardò. | Giovanni Battista *1512 †1569 vescovo di Nardò. |
|                                                                                                |                                                                   |                                                               | |                                            |                                            |                                                 |                                                 |
|                                                                                                |                                                                   |                                                               | |                                            |                                            |                                                 |                                                 |
| Francesco †1559 3º duca di Nardò, sp. Isabella Branai Castriota.                               |                                                                   |                                                               | |                                            |                                            |                                                 |                                                 |
|                                                                                                |                                                                   |                                                               | |                                            |                                            |                                                 |                                                 |
|                                                                                                |                                                                   |                                                               | |                                            |                                            |                                                 |                                                 |
| Giovanni Bernardino II †1596 4º duca di Nardò, sp. Anna Loffredo di Trevico.                   |                                                                   |                                                               | |                                            |                                            |                                                 |                                                 |
|                                                                                                |                                                                   |                                                               | |                                            |                                            |                                                 |                                                 |
|                                                                                                |                                                                   |                                                               | |                                            |                                            |                                                 |                                                 |
| Belisario II †1619 5º duca di Nardò, sp. Porzia Pepe.                                          |                                                                   |                                                               | |                                            |                                            |                                                 |                                                 |
|                                                                                                |                                                                   |                                                               | |                                            |                                            |                                                 |                                                 |
|                                                                                                |                                                                   |                                                               | |                                            |                                            |                                                 |                                                 |
| Caterina †1636 6ª duchessa di Nardò, sp. Giulio Antonio II Acquaviva, 19º conte di Conversano. |                                                                   |                                                               | |                                            |                                            |                                                 |                                                 |
|                                                                                                |                                                                   |                                                               | |                                            |                                            |                                                 |                                                 |
|                                                                                                |                                                                   |                                                               | |                                            |                                            |                                                 |                                                 |
| (linea dei duchi di Nardò riunita a quella dei conti di Conversano)                            |                                                                   |                                                               | |                                            |                                            |                                                 |                                                 |

### III - Linea dei marchesi di Bitonto e dei conti, poi principi, di Caserta
| | | | |                                                                                 |                                              |
| | Gianfrancesco †1527 III marchese di Bitonto, sp. Dorotea Gonzaga. | | |                                                                                 |                                              |
| | | | |                                                                                 |                                              |
| | | | |                                                                                 |                                              |
| | Giulio Antonio II †1539 IV marchese di Bitonto, conte di Conversano; perde tutti i feudi e ripara in Francia, ove è creato signore di Brie da Francesco I; sp. Anna Gambacorta, contessa di Caserta. | | |                                                                                 |                                              |
| | | | |                                                                                 |                                              |
| | | | |                                                                                 |                                              |
| | (nel 1528 Bitonto e Conversano tornano al demanio regio) | | |                                                                                 |                                              |
| | | | |                                                                                 |                                              |
| | | | |                                                                                 |                                              |
| Gianfrancesco II †1569 signore di Brie riparato in Francia con il padre, sp. Camilla Caracciolo del Sole con lui si estingue la linea primogenita maschile Acquaviva. | Gianfrancesco II †1569 signore di Brie riparato in Francia con il padre, sp. Camilla Caracciolo del Sole con lui si estingue la linea primogenita maschile Acquaviva.                                | | Baldassarre †1577 Conte di Caserta I marchese di Bellante sp. Girolama Gaetani.                                    | Baldassarre †1577 Conte di Caserta I marchese di Bellante sp. Girolama Gaetani. |                                              |
| | | | |                                                                                 |                                              |
| | | | |                                                                                 |                                              |
| Anna †post 1583 nota come "Mademoiselle d'Atrie" nella corte francese, sp. Ludovico Cattani di Diacceto, conte di Chateauvillain.                                     | Anna †post 1583 nota come "Mademoiselle d'Atrie" nella corte francese, sp. Ludovico Cattani di Diacceto, conte di Chateauvillain.                                                                    | Giulio Antonio III *1549 †1594 conte, poi I principe di Caserta II marchese di Bellante sp. Vittoria de Lannoy.    | Giulio Antonio III *1549 †1594 conte, poi I principe di Caserta II marchese di Bellante sp. Vittoria de Lannoy.    | Marcello *1531 †1617 arcivescovo di Otranto.                                    | Marcello *1531 †1617 arcivescovo di Otranto. |
| | | | |                                                                                 |                                              |
| | | | |                                                                                 |                                              |
| Scipione †post 1643 conte di Chateauvillain, prese il cognome Acquaviva della madre.                                                                                  | Scipione †post 1643 conte di Chateauvillain, prese il cognome Acquaviva della madre. | Andrea Matteo IV *1570 †1647 II principe di Caserta III marchese di Bellante sp. Isabella Caracciolo di S. Angelo. | Andrea Matteo IV *1570 †1647 II principe di Caserta III marchese di Bellante sp. Isabella Caracciolo di S. Angelo. |                                                                                 |                                              |
| | | | |                                                                                 |                                              |
| | | | |                                                                                 |                                              |
| | | Anna *1596 †1659 III principessa di Caserta sp. Francesco Caetani, duca di Sermoneta.                              | |                                                                                 |                                              |
| | | | |                                                                                 |                                              |
| | | | |                                                                                 |                                              |
| | | (Filippo Caetani †1687 IV principe di Caserta)                                                                     | |                                                                                 |                                              |

### IV - Linea dei duchi d'Atri e conti di Conversano

#### IV.1 - dal sec. XVI alla fine del sec. XVIII
|                                                          |                                                          |                                             |                                             |                                                                          |                                                                          |                                                                              |                                                                              | | |                                                                              | |                                                                  | | |                                                                        |                                                                        |                                                                       | | | | |                                 | | |
|                                                          |                                                          |                                             |                                             |                                                                          |                                                                          |                                                                              |                                                                              | | |                                                                              | Giannantonio Donato *1485 †1554 Conte di Gioia, poi 9º Duca d'Atri e 16º conte di Conversano, sp. Isabella Spinelli di Canati. |                                                                  | | |                                                                        |                                                                        |                                                                       | | | | |                                 | | |
|                                                          |                                                          |                                             |                                             |                                                                          |                                                                          |                                                                              |                                                                              | | |                                                                              | |                                                                  | | |                                                                        |                                                                        |                                                                       | | | | |                                 | | |
|                                                          |                                                          |                                             |                                             |                                                                          |                                                                          |                                                                              |                                                                              | | |                                                                              | |                                                                  | | |                                                                        |                                                                        |                                                                       | | | | |                                 | | |
|                                                          |                                                          |                                             |                                             |                                                                          |                                                                          |                                                                              |                                                                              | | Claudio *1543 †1615 V Generale dei Gesuiti. | Claudio *1543 †1615 V Generale dei Gesuiti.                                  | Andrea Matteo †1576 vescovo di Venafro e arcivescovo di Cosenza.                                                               | Andrea Matteo †1576 vescovo di Venafro e arcivescovo di Cosenza. | Giovanni Girolamo I *1521 †1592 10º Duca d'Atri, 17º conte di Conversano, conte di Gioia, sp. Margherita Pio. | Giovanni Girolamo I *1521 †1592 10º Duca d'Atri, 17º conte di Conversano, conte di Gioia, sp. Margherita Pio. |                                                                        |                                                                        |                                                                       | | | | |                                 | | |
|                                                          |                                                          |                                             |                                             |                                                                          |                                                                          |                                                                              |                                                                              | | |                                                                              | |                                                                  | | |                                                                        |                                                                        |                                                                       | | | | |                                 | | |
|                                                          |                                                          |                                             |                                             |                                                                          |                                                                          |                                                                              |                                                                              | | |                                                                              | |                                                                  | | |                                                                        |                                                                        |                                                                       | | | | |                                 | | |
|                                                          |                                                          |                                             |                                             |                                                                          |                                                                          |                                                                              | Giannantonio * ante 1545 †1572                                               | Giannantonio * ante 1545 †1572 | (linea dei duchi d'Atri) | (linea dei duchi d'Atri)                                                     | Giulio *1546 †1574 Cardinale di San Teodoro.                                                                                   | Giulio *1546 †1574 Cardinale di San Teodoro.                     | Rodolfo *1550 †1583 gesuita, missionario e martire in India.                                                  | Rodolfo *1550 †1583 gesuita, missionario e martire in India.                                                  | Ottavio *1560 †1612 Cardinale, arcivescovo di Napoli dal 1605 al 1612. | Ottavio *1560 †1612 Cardinale, arcivescovo di Napoli dal 1605 al 1612. | Orazio †1617 cappuccino, vescovo di Caiazzo.                          | Orazio †1617 cappuccino, vescovo di Caiazzo.                                                                | (linea dei Conti di Conversano, poi anche duchi di Nardò)                                                             | (linea dei Conti di Conversano, poi anche duchi di Nardò)                                                             | |                                 | | |
|                                                          |                                                          |                                             |                                             |                                                                          |                                                                          |                                                                              |                                                                              | | |                                                                              | |                                                                  | | |                                                                        |                                                                        |                                                                       | | | | |                                 | | |
|                                                          |                                                          |                                             |                                             |                                                                          |                                                                          |                                                                              |                                                                              | | |                                                                              | |                                                                  | | |                                                                        |                                                                        |                                                                       | | | | |                                 | | |
|                                                          |                                                          |                                             |                                             |                                                                          |                                                                          |                                                                              |                                                                              | | Alberto *1545 †1597 11º Duca d'Atri, conte di Gioia, sp. Beatrice de Lannoy. | Alberto *1545 †1597 11º Duca d'Atri, conte di Gioia, sp. Beatrice de Lannoy. | |                                                                  | | |                                                                        |                                                                        |                                                                       | | Adriano †1607 18º conte di Conversano, I duca di Noci sp. Isabella Caracciolo Pisquizi.                               | Adriano †1607 18º conte di Conversano, I duca di Noci sp. Isabella Caracciolo Pisquizi.                               | |                                 | | |
|                                                          |                                                          |                                             |                                             |                                                                          |                                                                          |                                                                              |                                                                              | | |                                                                              | |                                                                  | | |                                                                        |                                                                        |                                                                       | | | | |                                 | | |
|                                                          |                                                          |                                             |                                             |                                                                          |                                                                          |                                                                              |                                                                              | | |                                                                              | |                                                                  | | |                                                                        |                                                                        |                                                                       | | | | |                                 | | |
|                                                          |                                                          |                                             |                                             |                                                                          |                                                                          |                                                                              |                                                                              | Giosia II *1574 †1620 12º Duca d'Atri, sp. Margherita Ruffo di Scilla. | Giosia II *1574 †1620 12º Duca d'Atri, sp. Margherita Ruffo di Scilla. | Giuseppe †1634 vescovo di Tebe, nunzio apostolico in Spagna                  | Giuseppe †1634 vescovo di Tebe, nunzio apostolico in Spagna                                                                    |                                                                  | | |                                                                        |                                                                        |                                                                       | | Giulio Antonio II †1623 19º conte di Conversano, sp. Caterina Acquaviva, unica figlia di Belisario II, duca di Nardò. | Giulio Antonio II †1623 19º conte di Conversano, sp. Caterina Acquaviva, unica figlia di Belisario II, duca di Nardò. | |                                 | | |
|                                                          |                                                          |                                             |                                             |                                                                          |                                                                          |                                                                              |                                                                              | | |                                                                              | |                                                                  | | |                                                                        |                                                                        |                                                                       | | | | |                                 | | |
|                                                          |                                                          |                                             |                                             |                                                                          |                                                                          |                                                                              |                                                                              | | |                                                                              | |                                                                  | | |                                                                        |                                                                        |                                                                       | | | | |                                 | | |
|                                                          |                                                          |                                             |                                             |                                                                          |                                                                          |                                                                              | Francesco *1606 †1649 13º duca d'Atri, sp. Isabella Maria Concublet.         | Francesco *1606 †1649 13º duca d'Atri, sp. Isabella Maria Concublet. | Ottavio *1608 †1674 Cardinale. | Ottavio *1608 †1674 Cardinale.                                               | |                                                                  | | |                                                                        |                                                                        |                                                                       | | Giangirolamo II *1600 †1665 7º duca di Nardò, 20º conte di Conversano, sp. Isabella Filomarino della Rocca.           | Giangirolamo II *1600 †1665 7º duca di Nardò, 20º conte di Conversano, sp. Isabella Filomarino della Rocca.           | |                                 | | |
|                                                          |                                                          |                                             |                                             |                                                                          |                                                                          |                                                                              |                                                                              | | |                                                                              | |                                                                  | | |                                                                        |                                                                        |                                                                       | | | | |                                 | | |
|                                                          |                                                          |                                             |                                             |                                                                          |                                                                          |                                                                              |                                                                              | | |                                                                              | |                                                                  | | |                                                                        |                                                                        |                                                                       | | | | |                                 | | |
|                                                          |                                                          |                                             |                                             |                                                                          |                                                                          | Giosia III *1631 †1679 14º duca d'Atri, sp. Francesca Caracciolo di Torella. | Giosia III *1631 †1679 14º duca d'Atri, sp. Francesca Caracciolo di Torella. | Rodolfo *1635 †1672 vescovo di Laodicea | Rodolfo *1635 †1672 vescovo di Laodicea |                                                                              | |                                                                  | | |                                                                        |                                                                        |                                                                       | | Cosimo †1665 8º duca di Nardò, sp. Caterina Di Capua della Riccia.                                                    | Cosimo †1665 8º duca di Nardò, sp. Caterina Di Capua della Riccia.                                                    | |                                 | | |
|                                                          |                                                          |                                             |                                             |                                                                          |                                                                          |                                                                              |                                                                              | | |                                                                              | |                                                                  | | |                                                                        |                                                                        |                                                                       | | | | |                                 | | |
|                                                          |                                                          |                                             |                                             |                                                                          |                                                                          |                                                                              |                                                                              | | |                                                                              | |                                                                  | | |                                                                        |                                                                        |                                                                       | | | | |                                 | | |
|                                                          |                                                          |                                             |                                             | Giovan Girolamo II *1663 †1709 15º duca d'Atri, sp. Eleonora Spinelli.   | Giovan Girolamo II *1663 †1709 15º duca d'Atri, sp. Eleonora Spinelli.   | Dorotea †1714 sp. Giulio III Acquaviva, duca di Nardò.                       | Dorotea †1714 sp. Giulio III Acquaviva, duca di Nardò.                       | Francesco *1665 †1725 cardinale vescovo di Sabina. | Francesco *1665 †1725 cardinale vescovo di Sabina. |                                                                              | |                                                                  | | |                                                                        |                                                                        |                                                                       | Giovanni Girolamo III †1680 9º duca di Nardò, 21º conte di Conversano, sp. Aurora Sanseverino di Bisignano. | Giovanni Girolamo III †1680 9º duca di Nardò, 21º conte di Conversano, sp. Aurora Sanseverino di Bisignano.           | Giulio III †1691 10º duca di Nardò, 22º conte di Conversano, sp. Dorotea Acquaviva dei duchi d'Atri.                  | Giulio III †1691 10º duca di Nardò, 22º conte di Conversano, sp. Dorotea Acquaviva dei duchi d'Atri. |                                 | | |
|                                                          |                                                          |                                             |                                             |                                                                          |                                                                          |                                                                              |                                                                              | | |                                                                              | |                                                                  | | |                                                                        |                                                                        |                                                                       | | | | |                                 | | |
|                                                          |                                                          |                                             |                                             |                                                                          |                                                                          |                                                                              |                                                                              | | |                                                                              | |                                                                  | | |                                                                        |                                                                        |                                                                       | | | | |                                 | | |
| Rodolfo *1697 †1755 19º duca d'Atri, sp. Laura Salviati. | Rodolfo *1697 †1755 19º duca d'Atri, sp. Laura Salviati. | Giosia IV *post 1683 †1710 16º duca d'Atri. | Giosia IV *post 1683 †1710 16º duca d'Atri. | Troiano *1696 †1747 18º duca d'Atri, Cardinale, arcivescovo di Monreale. | Troiano *1696 †1747 18º duca d'Atri, Cardinale, arcivescovo di Monreale. | Domenico *1689 †1745 17º duca d'Atri, sp. Eleonora Pio di Savoia.            | Domenico *1689 †1745 17º duca d'Atri, sp. Eleonora Pio di Savoia.            | Isabella *1703 †1760 20ª duchessa d'Atri, sp. Filippo Strozzi. | Isabella *1703 †1760 20ª duchessa d'Atri, sp. Filippo Strozzi. |                                                                              | |                                                                  | | |                                                                        |                                                                        |                                                                       | | | Giulio Antonio IV †1746 11º duca di Nardò, 23º conte di Conversano, sp. Maria Spinelli di Tarsia.                     | Giulio Antonio IV †1746 11º duca di Nardò, 23º conte di Conversano, sp. Maria Spinelli di Tarsia.    |                                 | | |
|                                                          |                                                          |                                             |                                             |                                                                          |                                                                          |                                                                              |                                                                              | | |                                                                              | |                                                                  | | |                                                                        |                                                                        |                                                                       | | | | |                                 | | |
|                                                          |                                                          |                                             |                                             |                                                                          |                                                                          |                                                                              |                                                                              | | |                                                                              | |                                                                  | | |                                                                        |                                                                        |                                                                       | | | | |                                 | | |
|                                                          |                                                          |                                             |                                             |                                                                          |                                                                          |                                                                              |                                                                              | (alla morte senza discendenza di Isabella lo stato d'Atri viene devoluto al regio demanio; il titolo ducale passa nel 1790 a Carlo Acquaviva, dei conti di Conversano e duchi di Nardò) | (alla morte senza discendenza di Isabella lo stato d'Atri viene devoluto al regio demanio; il titolo ducale passa nel 1790 a Carlo Acquaviva, dei conti di Conversano e duchi di Nardò) |                                                                              | |                                                                  | | |                                                                        |                                                                        | Eleonora †1760 sp. Diego d'Avalos, X marchese del Vasto e di Pescara. | Eleonora †1760 sp. Diego d'Avalos, X marchese del Vasto e di Pescara.                                       | Giovanni Girolamo IV †1777 12º duca di Nardò, 24º Conte di Conversano, sp. Maria Giuseppa Spinelli di Scalea.         | Giovanni Girolamo IV †1777 12º duca di Nardò, 24º Conte di Conversano, sp. Maria Giuseppa Spinelli di Scalea.         | Pasquale *1718 †1788 Cardinale.                                                                      | Pasquale *1718 †1788 Cardinale. | Carlo *1733 †1800 21º duca di Atri per successione della 20ª duchessa Isabella, riconosciuta da Ferdinando IV nel 1790. | Carlo *1733 †1800 21º duca di Atri per successione della 20ª duchessa Isabella, riconosciuta da Ferdinando IV nel 1790. |

#### IV.2 - dalla fine del sec. XVIII ai giorni nostri
|                                                                    | | | | | | |
|                                                                    | | Giovanni Girolamo IV †1777 | | | | |
|                                                                    | | | | | | |
|                                                                    | | | | | | |
|                                                                    | | Giulio Antonio V *1742 †1801 22º duca di Atri, 13º duca di Nardò, 25º Conte di Conversano, sp. Maria Teresa Spinelli di Scalea. | | | | |
|                                                                    | | | | | | |
|                                                                    | | | | | | |
|                                                                    | | Giovanni Girolamo V *1786 †1848 23º duca di Atri, 14º duca di Nardò, 26º Conte di Conversano, sp. Maria Giulia Colonna di Stigliano, Giulio Antonio (1808-1836) Giuseppe (1835-1905) Maria (1855-1905) Anna Maria di Lorenzo (1883-1956) Petronella Deviato (1917-1989) | | | | |
|                                                                    | | | | | | |
|                                                                    | | | | | | |
| Amalia *1811 †1860 sp. Gioacchino Colonna IV principe di Stigliano | Amalia *1811 †1860 sp. Gioacchino Colonna IV principe di Stigliano                                                                                             | Luigi *1812 †1898 24º Duca di Atri, 15º duca di Nardò, 27º Conte di Conversano Senatore del Regno d'Italia dal 1860, sp. Giulia Milazzi di Casalaspro e Pietragalla. | Luigi *1812 †1898 24º Duca di Atri, 15º duca di Nardò, 27º Conte di Conversano Senatore del Regno d'Italia dal 1860, sp. Giulia Milazzi di Casalaspro e Pietragalla.                               | | Carlo *1823 †1892 Conte di Castellana Deputato per il collegio di Giulianova dal 1861 al 1876, Senatore del Regno d'Italia dal 1890, sp. Alexandra Alexandrovna Obreskova. | Carlo *1823 †1892 Conte di Castellana Deputato per il collegio di Giulianova dal 1861 al 1876, Senatore del Regno d'Italia dal 1890, sp. Alexandra Alexandrovna Obreskova. |
|                                                                    | | | | | | |
|                                                                    | | | | | | |
|                                                                    | Giulio *1849 †1887 duca di Casalaspro e Pietragalla Deputato per i collegi di Rossano dal 1880 al 1882 e di Castrovillari dal 1882 alla morte sp. Rosa Labonia | Giulio *1849 †1887 duca di Casalaspro e Pietragalla Deputato per i collegi di Rossano dal 1880 al 1882 e di Castrovillari dal 1882 alla morte sp. Rosa Labonia | Francesco *1851 †1894 16º duca di Nardò sp. Maria Zunica di Cassano. | Francesco *1851 †1894 16º duca di Nardò sp. Maria Zunica di Cassano. | Mario Andrea *1852 †1908 | Mario Andrea *1852 †1908 |
|                                                                    | | | | | | |
|                                                                    | | | | | | |
|                                                                    | | | Giulia *1887 †1972 25ª duchessa d'Atri, 17ª duchessa di Nardò, 28º Contessa di Conversano, ultima Acquaviva erede dei titoli ducali della famiglia, sp. Giustiniano Perrelli-Tomacelli-Filomarino. | Giulia *1887 †1972 25ª duchessa d'Atri, 17ª duchessa di Nardò, 28º Contessa di Conversano, ultima Acquaviva erede dei titoli ducali della famiglia, sp. Giustiniano Perrelli-Tomacelli-Filomarino. | Carlo *1894 †1963 | Carlo *1894 †1963 |
|                                                                    | | | | | | |
|                                                                    | | | | | | |
|                                                                    | | | | | Fiorella *1922 †2011 | |

## Dimore
Nel feudo ducale di Atri gli Acquaviva edificarono il loro Palazzo Ducale alla fine del secolo XIV, al centro della città. Oggi l'edificio, ancora integro, è sede dell'Amministrazione Comunale. Edifici importanti nella vita della famiglia sono stati anche il palazzo - fortezza di Morro ed il palazzo di Giulianova; quest'ultimo, costruito nell'ambito della fondazione della città, fu abitato dalla famiglia fino al sec. XIX.

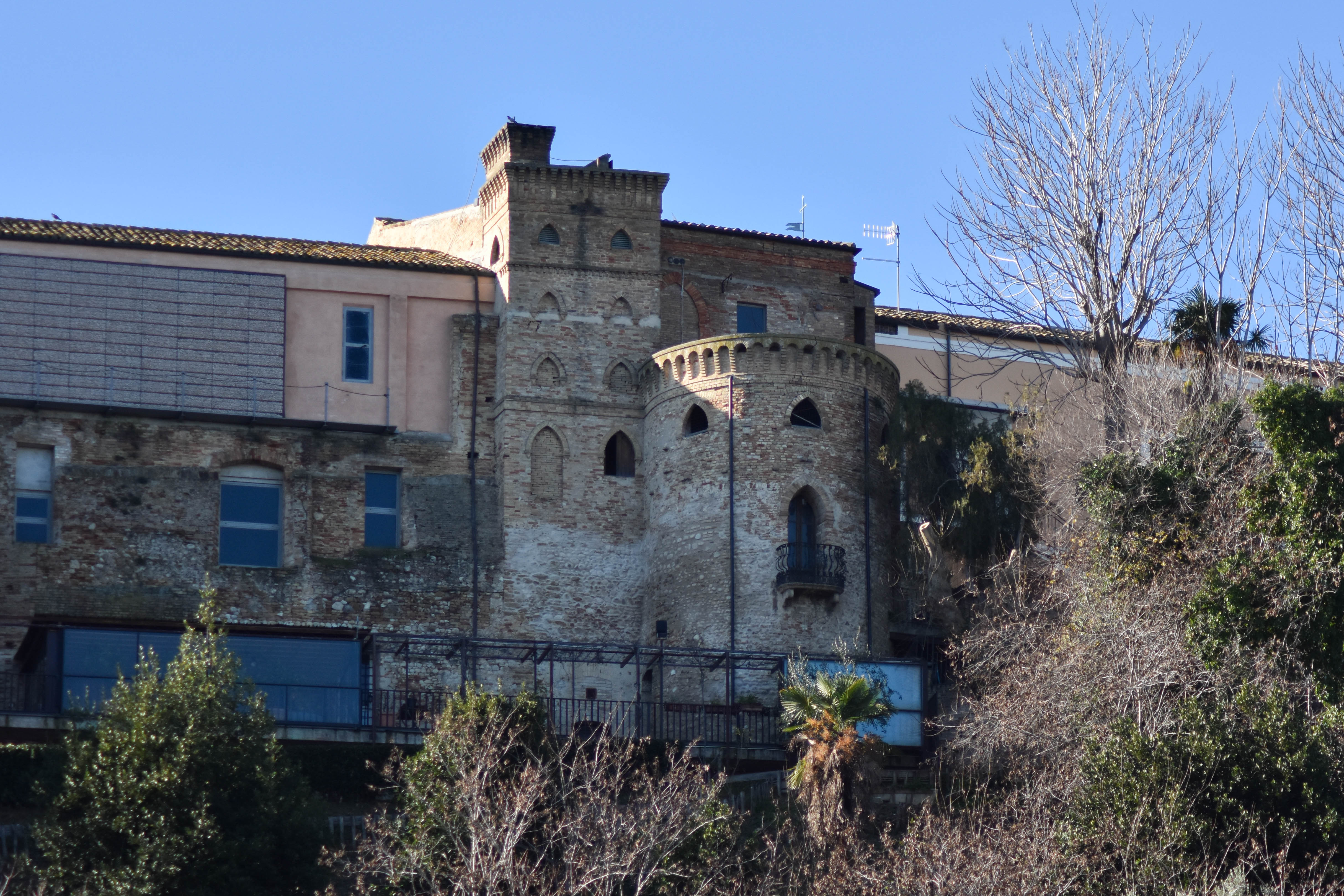
Veduta dal basso del torrione del palazzo ducale degli Acquaviva, Giulianova

A Roma vissero molti cadetti Acquaviva, in genere del ramo di Atri, impegnati nelle carriere ecclesiastiche e con incarichi curiali, spesso con il titolo cardinalizio. Il cardinale Ottavio seniore, poi Arcivescovo di Napoli, fratello del duca d'Atri Alberto, risiedette in un palazzo a via Giulia acquistato nel 1602 dalla famiglia pisana Cevoli; per pagare i 40 000 scudi richiesti vendette un altro suo edificio a S. Lorenzo in Lucina. Dopo la morte di Ottavio nel 1612 il palazzo pervenne nel 1648 ai marchesi Sacchetti, dai quali ha poi preso il suo nome definitivo. 

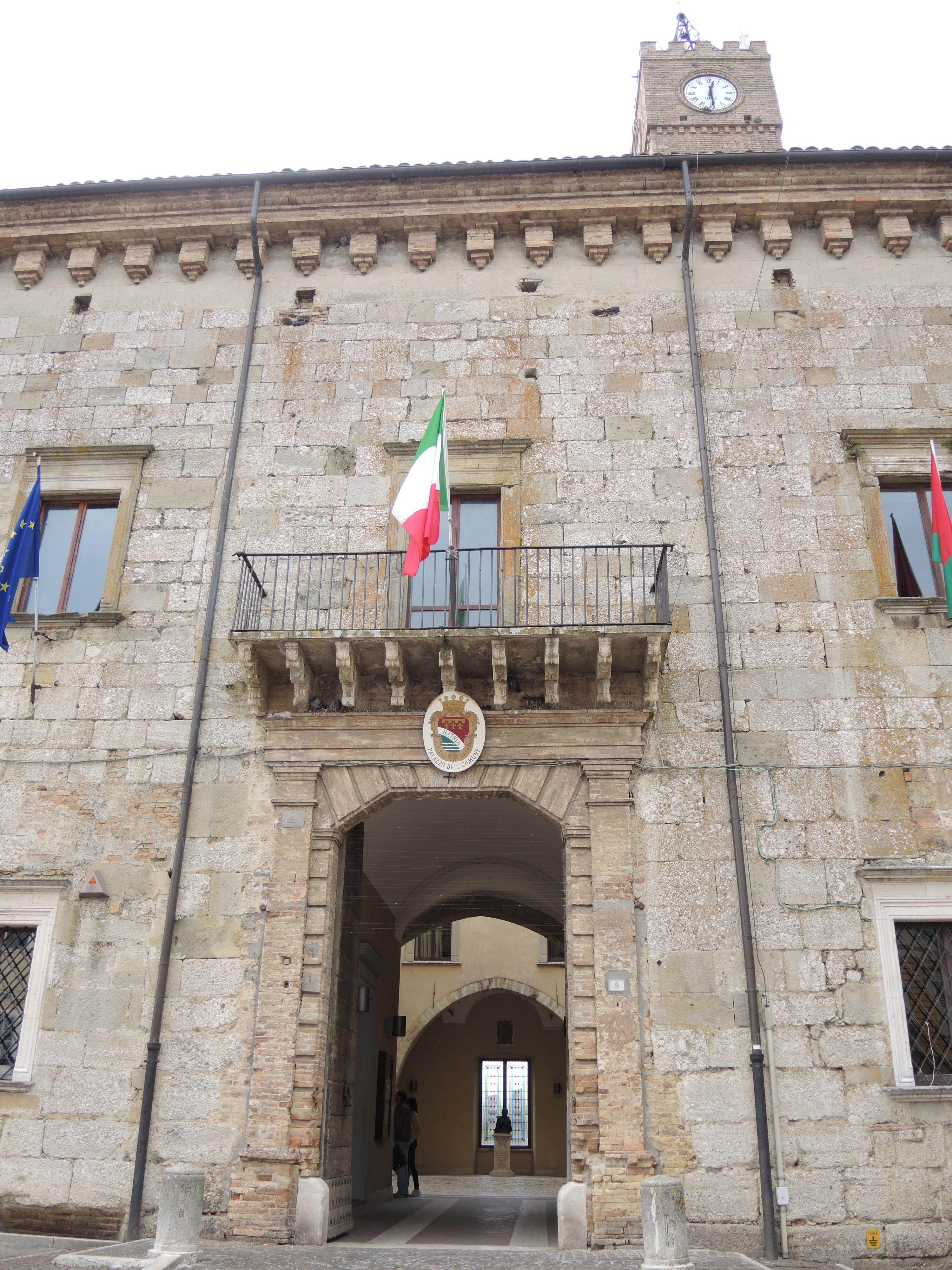
Ingresso al palazzo ducale degli Acquaviva, Atri

Fuori Roma Ottavio era proprietario della villa, poi Grazioli, che aveva acquistato dal suo costruttore, il cardinale Carafa. 
Un secolo dopo, il cardinale Francesco, dal 1716 Ambasciatore di Spagna a Roma, risiedette nel palazzo di Piazza di Spagna, che aveva fatto adornare delle armi di famiglia. Nello stesso palazzo si trasferì, dal 1735, il cardinale Troiano, nipote di Francesco, come nuovo rappresentante a Roma degli interessi della Spagna e poi, dal 1738, anche del Regno di Napoli. Come residenza di campagna Troiano usava la Villa Negroni, già Peretti all'Esquilino.
Napoli ospita vari edifici degli Acquaviva. All'inizio del '500 Andrea Matteo III ordinò la realizzazione di un grande palazzo sul luogo nel quale la famiglia possedeva da tempo delle abitazioni, vicino Porta Donnorso (ora in via Atri al civico n°. 37). Il palazzo fu acquistato nell'Ottocento dai Winspeare, con il nome dei quali è oggi comunemente conosciuto.
A metà del secolo XVIII il penultimo duca, Rodolfo, iniziò la realizzazione di un secondo palazzo a Napoli; l'edificio fu poi ceduto in corso di costruzione ed è oggi noto come Palazzo Albertini di Cimitile.
Il ramo dei principi di Caserta fu particolarmente attivo nella costruzione di residenze, alcune delle quali sono menzionate nel paragrafo a loro dedicato. Ebbero anch'essi residenze a Napoli, nella zona tra Piazza San Domenico Maggiore e S. Biagio dei Librai; una parte di questi edifici furono ceduti ai Carafa della Spina per la realizzazione del loro palazzo. Una seconda residenza, ancora visibile vicino alla Chiesa dei Santi Filippo e Giacomo, fu acquistata nel 1591 dall'Arte della Seta, per ospitarvi la ragazze della cui educazione la Corporazione si occupava.

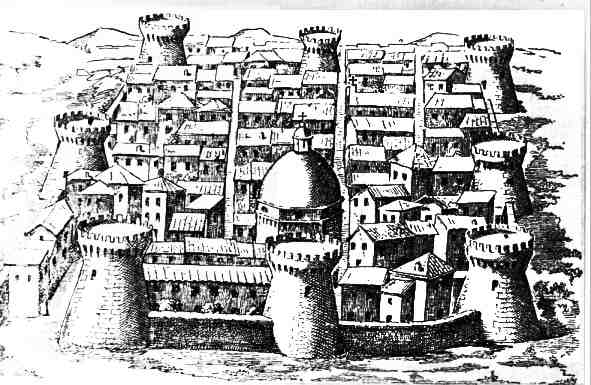
"Giulia nova": esperimento di città ideale acquaviviana, fondata da Giulio Antonio I Acquaviva, sopra l'antico San Flaviano

Giulianova fu luogo di villeggiatura per la famiglia e dimora prediletta in Abruzzo dopo che, con l'estinzione del ramo ducale, il palazzo di Atri venne acquisito al regio demanio. Il piano di fondazione della città, promosso da Giulio Antonio, prevedeva una residenza nella piazza principale, di fronte alla chiesa di S. Flaviano. In questo palazzo erano alloggiati la biblioteca, la pinacoteca e l'archivio di famiglia quando fu preso d'assalto e distrutto dalla folla durante i moti seguiti alla cosiddetta invasione francese negli Abruzzi. Ne restano oggi alcuni resti. Sempre a Giulianova la famiglia ebbe una villa, nella località "la Montagnola", ancora abitata dagli ultimi Acquaviva fino ai primi decenni del secolo XX.
Il ramo di Conversano abitò l'antico Castello di Conversano, nella cui pinacoteca sono custodite le tele dipinte da Paolo Finoglio, ed usò il più piccolo Castello di Marchione, a circa 6 km da Conversano. come residenza di campagna.
A Nardò Belisario Acquaviva fece edificare, forse su un edificio preesistente, un palazzo fortificato, ancora oggi esistente pur se fortemente rimaneggiato, che rappresentò la residenza in Puglia di quel ramo della famiglia..

### sec. XVII-XVIII
- Scipione Mazzella, Descrittione del Regno di Napoli, Napoli, 1601.
- Francesco Zazzera, Della nobiltà dell'Italia, Napoli, 1615.
- Scipione Ammirato, Delle famiglie nobili napoletane, vol. 2, Firenze, 1651.
- Biagio Aldimari, Memorie historiche di diverse famiglie nobili, così napoletane, come forastiere, Napoli, 1691.
- Jean-Baptiste de Soliers, Naples françoise ou les eloges généalogiques et historiques des Princes du Royaume de Naples affectionnés a la Couronne de France, Parigi, 1663.
- Carlo Maria de Raho, Peplus Neapolitanus, vol. 1, Napoli, 1710.
- Baldassarre Storace,  De gente Aquaviva Aragonia dissertatio historica genealogica chronologica et oratio panegyrica., Roma, 1732.
- Baldassarre Storace,  Istoria della famiglia Acquaviva reale d'Aragona., Roma, 1738.
- Nicola Sorricchio, Annali Acquaviviani, manoscritto della seconda metà del sec. XVIII, ora disponibile alla consultazione tramite la  Digital Library Sorricchio (archiviato dall'url originale il 28 novembre 2019)..

### sec. XIX
- Angelo Antonio Cosmo de' Bartolomei, Sulla nobilissima famiglia italiana degli Acquaviva adottata nella real casa d'Aragona, Ascoli, 1840.
- Pompeo Litta,  Acquaviva di Napoli., in Famiglie celebri italiane, vol. 1, Torino, 1843.
- Berardo Candida Gonzaga, Memorie delle famiglie nobili delle province meridionali d'Italia, vol. 1 e 6, Bologna, Arnaldo Forni Editore, 1875.
- Luigi Sorricchio, Hatria - Atri, vol. II 1929 e vol. III, 1981.
- Francesco Savini, Le famiglie feudali della regione teramana nel medioevo, Forni Editore, Bologna - ristampa anastatica dell'edizione del 1917.

### Dal sec. XX ad oggi
- Atti del sesto convegno gli Acquaviva D'Aragona duchi di Atri e conti di S. Flaviano, 3 voll., Teramo, Centro Abruzzese di ricerche storiche, 1985-1989.
- Antonello Ciabattoni, Lo 'statu de Apruczo' attraverso le relazioni ei rapporti tra il re Ferdinando I d'Aragona e la famiglia Acquaviva durante il periodo 1460-1480, in La Madonna dello Splendore, vol. 43, 2024,  pp. 88-100.
- Caterina Lavarra (a cura di), Territorio e feudalità nel Mezzogiorno rinascimentale. Il ruolo degli Acquaviva tra 15. e 16. secolo. Atti del primo Convegno internazionale di studi su La casa Acquaviva d'Atri e di Conversano (Conversano-Atri, 13-16 settembre 1991), presentazione di Francesco Tateo, vol. 1, Galatina, Congedo, 1995-1996, ISBN 88-8086-106-9.
- Caterina Lavarra (a cura di), Territorio e feudalità nel Mezzogiorno rinascimentale. Il ruolo degli Acquaviva tra 15. e 16. secolo. Atti del primo Convegno internazionale di studi su La casa Acquaviva d'Atri e di Conversano (Conversano-Atri, 13-16 settembre 1991), vol. 2, Galatina, Congedo, 1996, ISBN 88-8086-148-4.
- Caterina Lavarra (a cura di), La linea Acquaviva dal nepotismo rinascimentale al meriggio della riforma cattolica : atti del Secondo Convegno internazionale di studi su La casa Acquaviva d'Atri e di Conversano (Conversano, 24-26 novembre 1995), introduzione di Francesco Tateo, Galatina, Congedo, 2005, ISBN 88-8086-613-3.
- Caterina Lavarra (a cura di), Stato e baronaggio. Cultura e società nel Mezzogiorno, la Casa Acquaviva nella crisi del Seicento. Atti del terzo convegno di studi su La Casa Acquaviva d'Atri e di Conversano (Napoli, Conversano, Alberobello, 26-28 ottobre 2000), introduzione di Francesco Tateo, Galatina, Congedo, 2008, ISBN 978-88-8086-841-5.
- Giovanna Manetta Sabatini, Albero genealogico della famiglia Acquaviva d'Aragona, Bellante (Teramo), Paper's world, 2009.
- Fausto Nicolini, Un dimenticato personaggio casanoviano. Il cardinale Acquaviva, in Bollettino dell’Archivio del Banco di Napoli, XXI, 1966,  pp. 80-114.
- Maria Anna Noto, Élites transnazionali: Gli Acquaviva di Caserta nell'Europa asburgica (secoli XVI-XVII), Milano, Franco Angeli, 2018, ISBN 978-8891769596.
- E. Oriol, Mecenatismo e sviluppo delle carriere musicali: il ruolo delle famiglie Acquaviva, Stuart e Albani nella Roma settecentesca, in Beatrice Alfonzetti (a cura di), Settecento romano. Reti del Classicismo arcadico, Roma, Viella, 2017,  pp. 345-63, ISBN 978-88-6728-857-1.
- Roberto Ricci (a cura di), Lo Stato degli Acquaviva d'Aragona duchi di Atri. Atti del convegno (Atri, palazzo Ducale 18-19 giugno 2005), L'Aquila, Deputazione Abruzzese di Storia Patria, Edizioni Libreria Colacchi, 2012, ISBN 978-88-88676-72-2.
- Duilio Shu e Antonello Ciabattoni, Un grande moscianese del passato:il notaio Anzellotti di Mosciano (XIV-XV secc.), attraverso i manoscritti dello storico Nicola Sorricchio di Atri,   con presentazione della prof.ssa Rossana Torlontano, Mosciano Sant'Angelo, 2023, ISBN 979-12-210-2647-4.
- Maria Sirago, Lo 'stato' acquaviviano in Puglia: gli Acquaviva di Conversano (1575-1665), 1ª parte, Archivio Storico Pugliese, 1984, p. 73 e seg.
- Maria Sirago, Lo 'stato' acquaviviano in Puglia: gli Acquaviva di Conversano (1665-1710), 2ª parte, Archivio Storico Pugliese, 1986.
- Raffaele Colapietra, Baronaggio, umanesimo e territorio nel Rinascimento meridionale, Napoli, La Città del Sole, 1999, ISBN 88-8292-090-9.
- Giulio Sodano, Da baroni del Regno a Grandi di Spagna. Gli Acquaviva d'Atri: vita aristocratica e ambizioni politiche, Napoli, Guida, 2012, ISBN 978-8866661504.